# Rover P4
 (mai 2024).
La mise en forme du texte ne suit pas les recommandations de Wikipédia : il faut le « wikifier ».
Les points d'amélioration suivants sont les cas les plus fréquents. Le détail des points à revoir est peut-être précisé sur la page de discussion.
- Les titres sont pré-formatés par le logiciel. Ils ne sont ni en capitales, ni en gras.
- Le texte ne doit pas être écrit en capitales (les noms de famille non plus), ni en gras, ni en italique, ni en « petit »…
- Le gras n'est utilisé que pour surligner le titre de l'article dans l'introduction, une seule fois.
- L'italique est rarement utilisé : mots en langue étrangère, titres d'œuvres, noms de bateaux, etc.
- Les citations ne sont pas en italique mais en corps de texte normal. Elles sont entourées par des guillemets français : « et ».
- Les listes à puces sont à éviter, des paragraphes rédigés étant largement préférés. Les tableaux sont à réserver à la présentation de données structurées (résultats, etc.).
- Les appels de note de bas de page (petits chiffres en exposant, introduits par l'outil «  Source ») sont à placer entre la fin de phrase et le point final[comme ça].
- Les liens internes (vers d'autres articles de Wikipédia) sont à choisir avec parcimonie. Créez des liens vers des articles approfondissant le sujet. Les termes génériques sans rapport avec le sujet sont à éviter, ainsi que les répétitions de liens vers un même terme.
- Les liens externes sont à placer uniquement dans une section « Liens externes », à la fin de l'article. Ces liens sont à choisir avec parcimonie suivant les règles définies. Si un lien sert de source à l'article, son insertion dans le texte est à faire par les notes de bas de page.
- La présentation des références doit suivre les conventions bibliographiques. Il est recommandé d'utiliser les modèles {{Ouvrage}}, {{Chapitre}}, {{Article}}, {{Lien web}} et/ou {{Bibliographie}}. Le mode d'édition visuel peut mettre en forme automatiquement les références.
- Insérer une infobox (cadre d'informations à droite) n'est pas obligatoire pour parachever la mise en page.

Pour une aide détaillée, merci de consulter Aide:Wikification.
Si vous pensez que ces points ont été résolus, vous pouvez retirer ce bandeau et améliorer la mise en forme d'un autre article.
La Rover P4 désigne un ensemble de berlines de luxe de taille moyenne fabriquées par le constructeur automobile britannique Rover de 1949 à 1964. Ces véhicules ont été conceptualisés par l'ingénieur Gordon Bashford.
La dénomination P4 désigne le groupe de véhicules dans le contexte de l'usine, mais elle ne constituait pas le langage courant des propriétaires ordinaires. Ces derniers se référaient plutôt à leurs modèles par les désignations appropriées pour les consommateurs, telles que Rover 90 ou Rover 100.
La genèse de la production débute en 1949 avec l'avènement du Rover 75, équipé d'un moteur 6 cylindres de 2,1 litres. Quatre années ultérieures voient l'introduction sur le marché de la Rover 60, dotée d'un moteur 4 cylindres de 2 litres, afin de s'insérer dans la gamme sous le modèle 75, tandis qu'une Rover 90, équipée d'un moteur 6 cylindres de 2,6 litres, vient compléter cette trinité automobile. Par la suite, de multiples déclinaisons ont vu le jour.
Ces véhicules sont indissociables de l'identité culturelle britannique et ont acquis une renommée sous le nom de "Auntie" Rovers. Ils furent régulièrement utilisés par des personnalités de la royauté, parmi lesquelles Grace Kelly et le roi Hussein de Jordanie, ce dernier ayant possédé une Rover 75 de 1952 comme première voiture.
En septembre 1958, l'ajout d'une nouvelle Rover P5 de 3 litres, au design conservateur, est venu compléter la gamme existante de la série P4. Malgré cette évolution, la production de la série P4 s'est poursuivie jusqu'en 1964, année où elle a été remplacée par la Rover 2000.

## Ingénierie
Les véhicules précédents étaient équipés d'un moteur Rover provenant de la Rover P3 de 1948. Initialement dotés d'une transmission manuelle à quatre vitesses avec un levier de vitesses monté sur la colonne, ils ont adopté une unité de changement de vitesses montée au plancher à partir de septembre 1953. Au début, la boîte de vitesses ne synchronisait que le troisième et la marche arrière, mais la synchronisation a été ajoutée également pour le deuxième rapport en 1953. Un embrayage à roue libre, caractéristique traditionnelle des automobiles Rover, était installé sur les modèles sans surmultipliée jusqu'au milieu de 1959, date à laquelle il a été retiré des spécifications, juste avant le Salon de l'automobile de Londres en octobre de la même année.

## Rover 75
Annoncé par le directeur général Spencer Wilks le 23 septembre 1949, la toute nouvelle Rover 75, alors le seulmodèle de la marque en production, fit son entrée sur la scène automobile lors de la journée d'ouverture du salon d'Earls Court le 28 septembre 1949. Se distinguant nettement de sa prédécesseur, la vieillissante Rover 75 (P3), ce nouveau modèle arbora un design résolument moderne. Les caractéristiques traditionnelles telles que le radiateur apparent, les phares séparés et les marchepieds externes furent abandonnées au profit d'une calandre chromée, de phares encastrés et d'une carrosserie élégamment profilée sur toute la largeur du châssis. En outre, une nouveauté notable fut l'installation d'un levier de vitesses monté sur la colonne de direction.

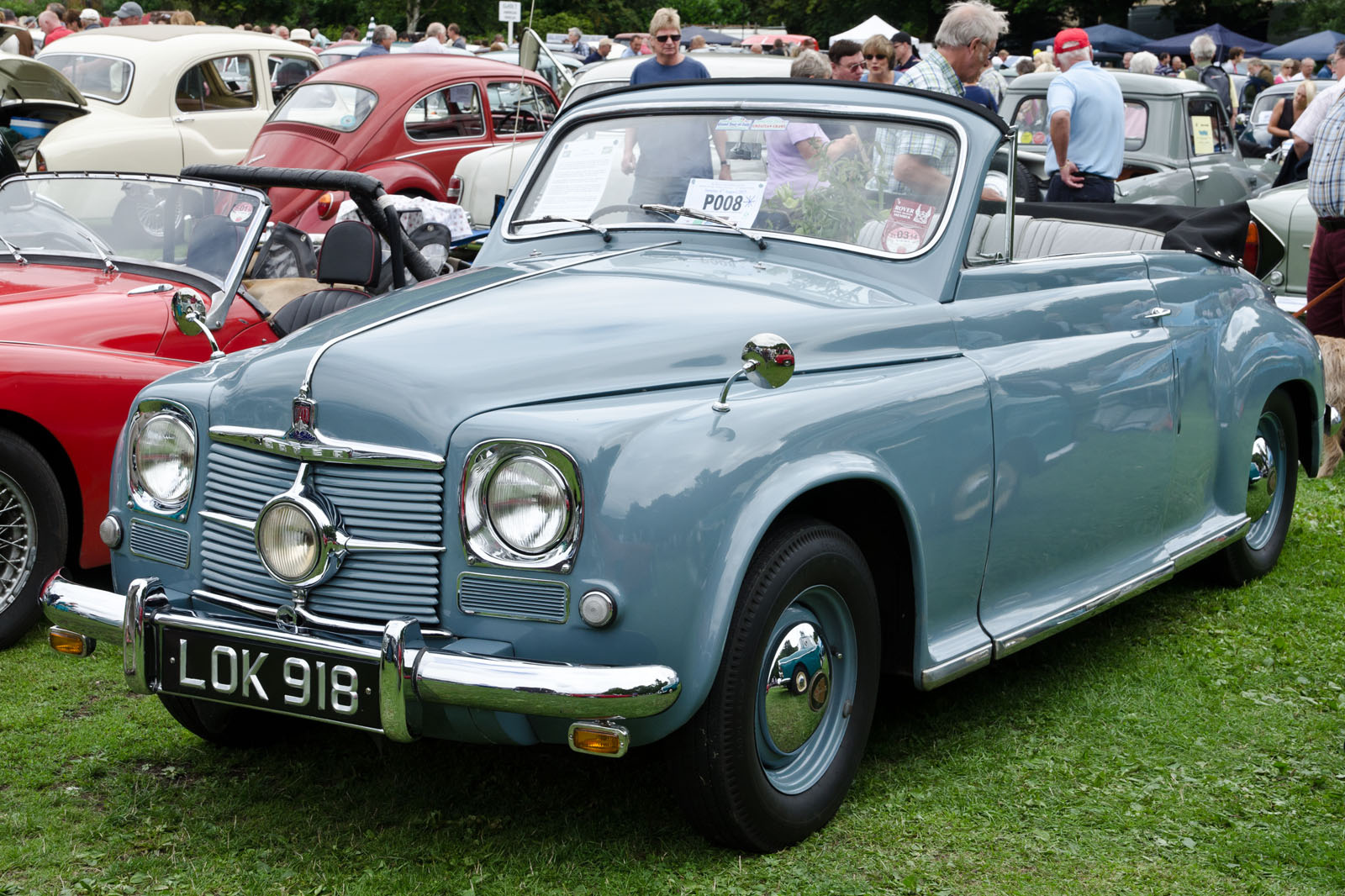
Coupé Tickford Drophead enregistré en juillet 1951

Dans ses déclarations, Malcolm Bobbit souligne l'impact significatif du modèle P4 sur le cours futur de l'industrie automobile, en affirmant que Rover a triomphé de ses détracteurs avec le design novateur du P4. Pour illustrer l'effet saisissant de cette nouveauté, il invite à considérer les réactions de ses concurrents, soulignant l'admiration suscitée par l'audace du P4. Comparativement au modèle précédent, le P3, qui souffrait d'un démarrage peu convaincant, les améliorations du P4 étaient particulièrement notables. En effet, la nouvelle conception présentait une ligne de toit étendue à l'arrière, sujet de moquerie à ses débuts. De plus, la position avancée du conducteur, surplombant un capot relativement court, ainsi que le positionnement reculé des roues arrière derrière la banquette, marquaient un changement significatif dans les proportions du véhicule, le distinguant radicalement de ses contemporains.
En 1949, le magazine The Motor a procédé à l'évaluation d'un véhicule automobile dont les performances se révélaient notablement modestes mais conformes à son époque. Ce véhicule affichait une vitesse maximale de 134 km/h et nécessitait 21,6 secondes pour atteindre une accélération de 0 à 97 km/h. Son économie de carburant était évaluée à 10,2 litres pour 100 kilomètres parcourus. Le coût d'acquisition de ce véhicule d'essai s'élevait à 1 106 livres sterling, incluant les taxes. En termes de manœuvrabilité, son rayon de braquage était mesuré à 11 mètres.

### Route et piste
Dans le cadre de son essai routier numéro F-4-52 en août 1952, Bob Dearborn, testeur renommé de véhicules sur route et sur piste, exprima son avis avec conviction : 'À l'exception de la Rolls-Royce, je suis d'avis qu'aucune autre voiture construite à ce jour ne peut rivaliser en termes de raffinement.' Cette déclaration témoigne de la haute estime accordée à la qualité et à l'élégance de la Rolls-Royce, une icône indéniable de l'industrie automobile.

### Plus large gamme

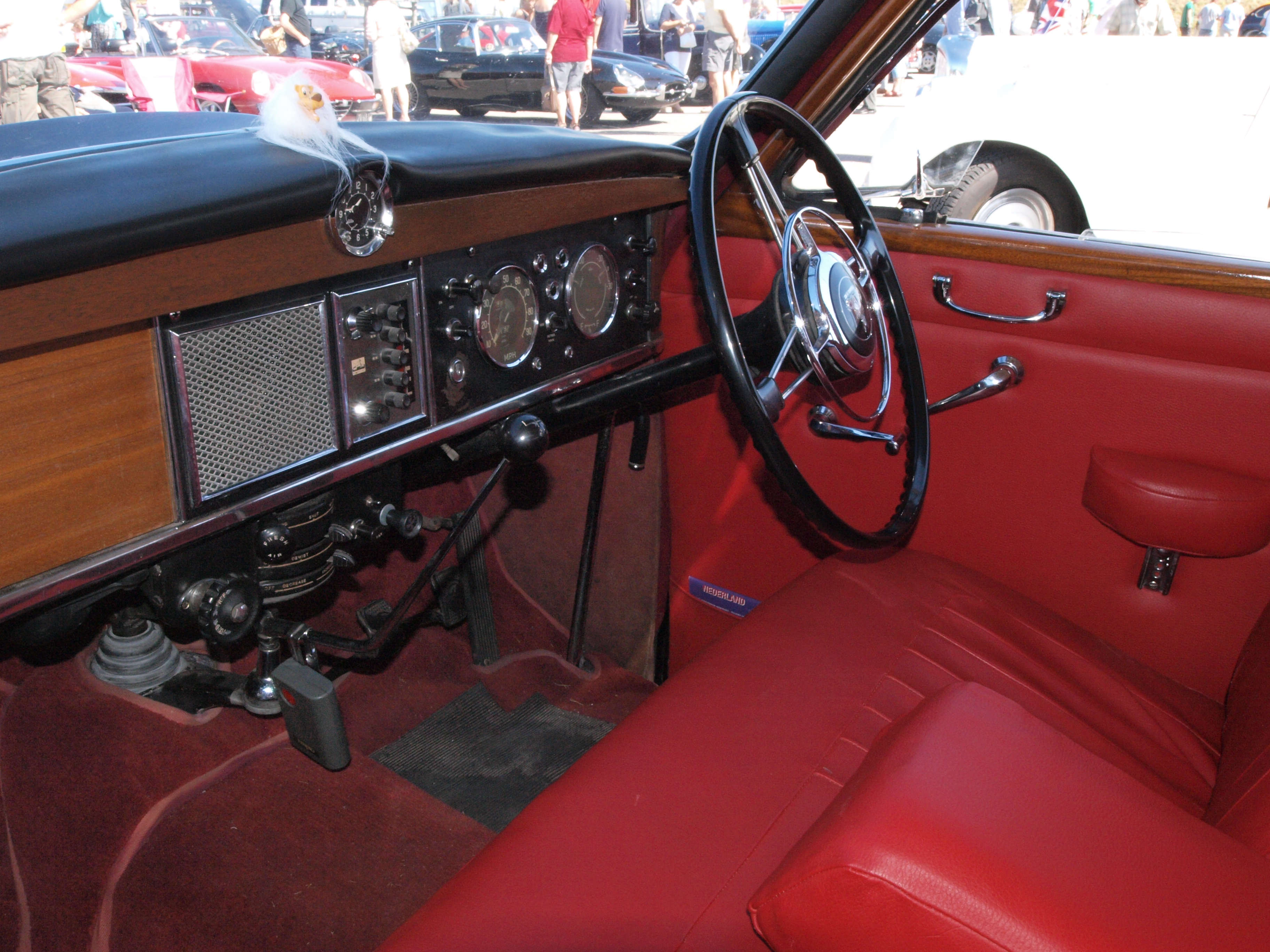
La tringlerie complexe du levier de vitesses central et du genou droit du conducteur le frein à main en forme de berger

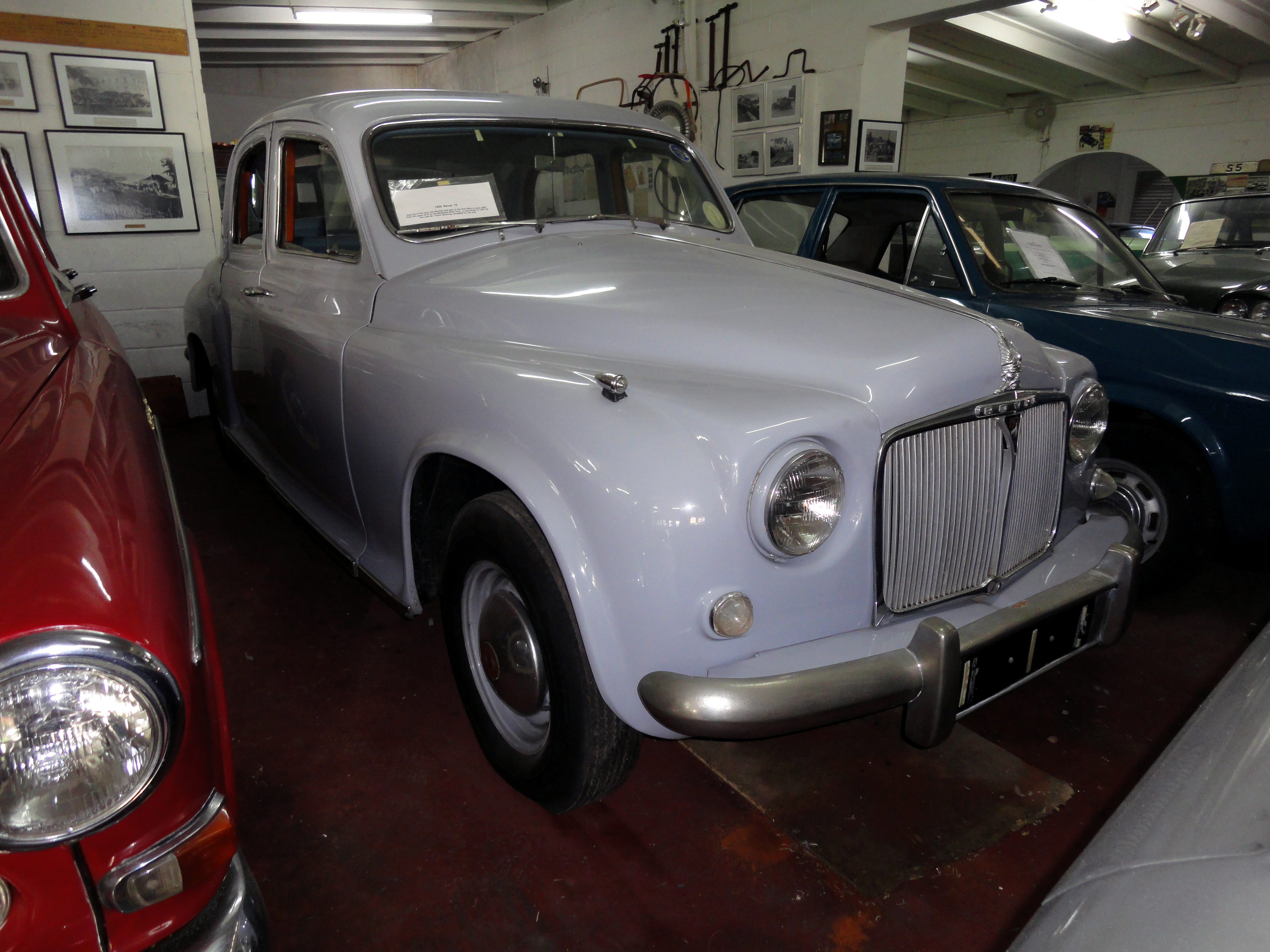
Feux latéraux montés sur le dessus

Après une période de quatre années durant lesquelles Rover avait adopté une politique centrée sur un modèle unique, la société a pris la décision de revenir à une gamme plus diversifiée, comprenant désormais une seule voiture mais équipée de trois moteurs de capacités différentes. En septembre 1953, Rover a annoncé son intention de proposer un Rover 60 à quatre cylindres ainsi qu'un Rover 90 de 2,6 litres, venant s'ajouter au modèle existant équipé d'un moteur six cylindres de 2,1 litres, le Rover 75. Cette décision répondait à l'objectif déclaré par Rover, qui était de satisfaire une clientèle plus large, en proposant une voiture de qualité adaptée à divers niveaux de coûts d'exploitation et de performances économiques .
Le jour même, des ajustements furent énoncés et ainsi diffusés par l'ensemble des trois parties concernées :
- un levier de changement de vitesse central incurvé. C'était la réponse de Rover à l'aversion de nombreux automobilistes pour le changement de vitesse sur la colonne de direction et ses liaisons complexes. La forme du nouveau levier permettait toujours à trois personnes d'utiliser la banquette avant ;
- des feux de stationnement ont été montés au-dessus des garde-boue avant, les ouvertures désaffectées en dessous ont été utilisées pour des réflecteurs – et plus tard pour des indicateurs de circulation[4].

Rover a également annoncé une réduction globale des prix des Rover et Land-Rover. Il s’agissait d’une réponse à la baisse des ventes intérieures et à l’exportation de toutes les voitures britanniques.

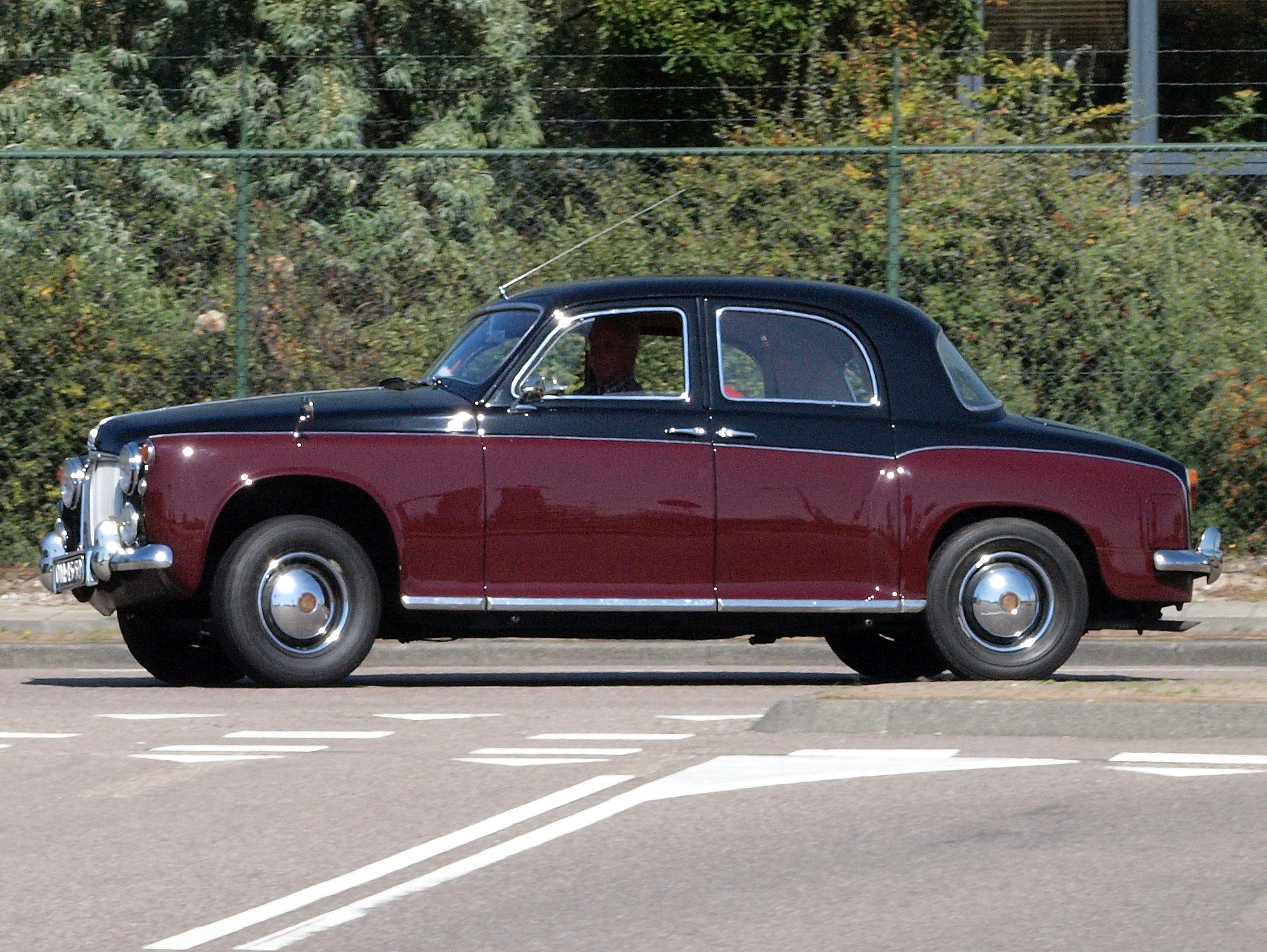
botte plus grande
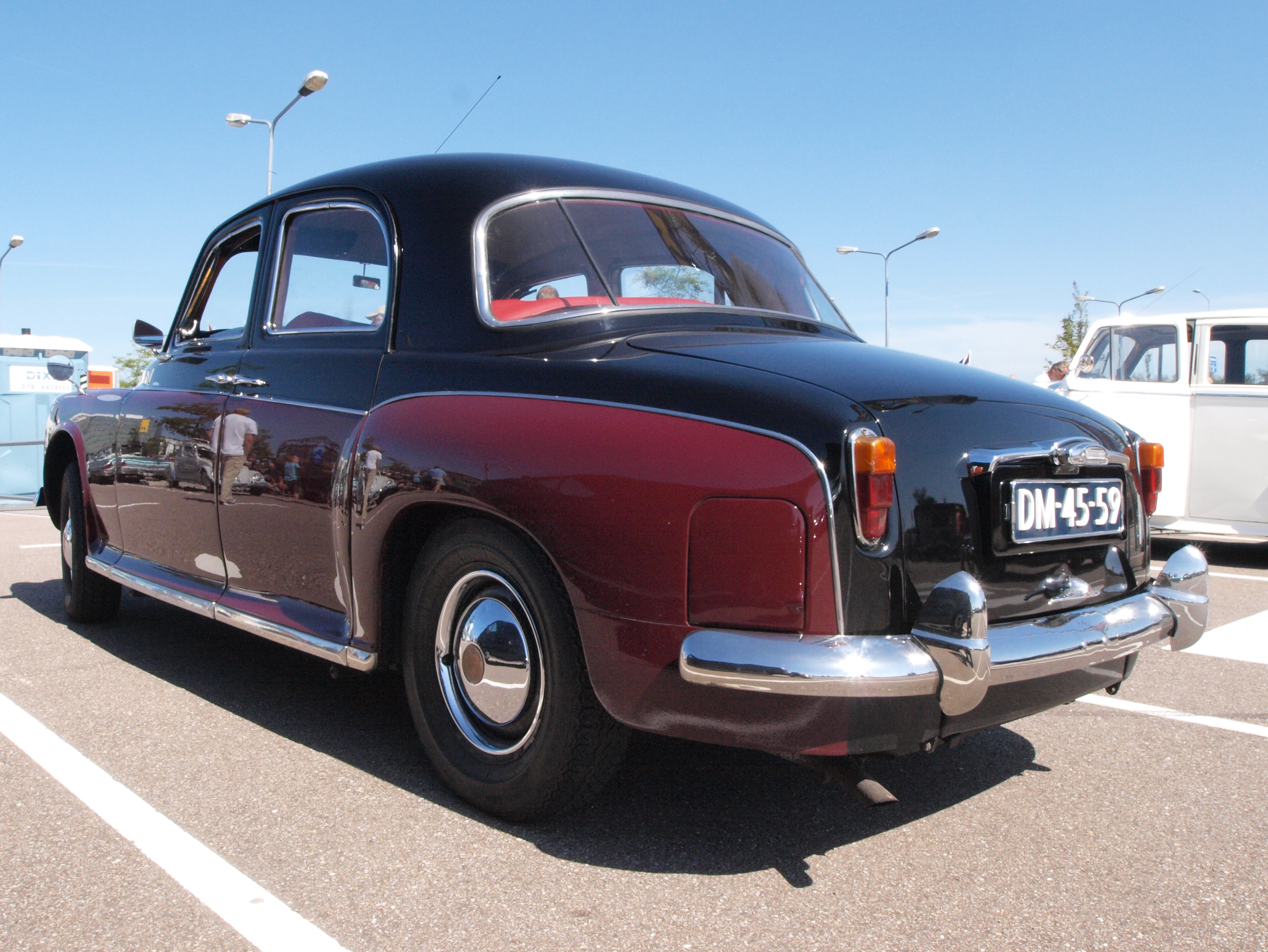
lunette arrière en trois parties

En octobre 1954, le moteur de la Rover 75 a été augmenté de taille pour atteindre une cylindrée de 2,2 litres, passant ainsi à un moteur à soupapes en tête (IOE) .

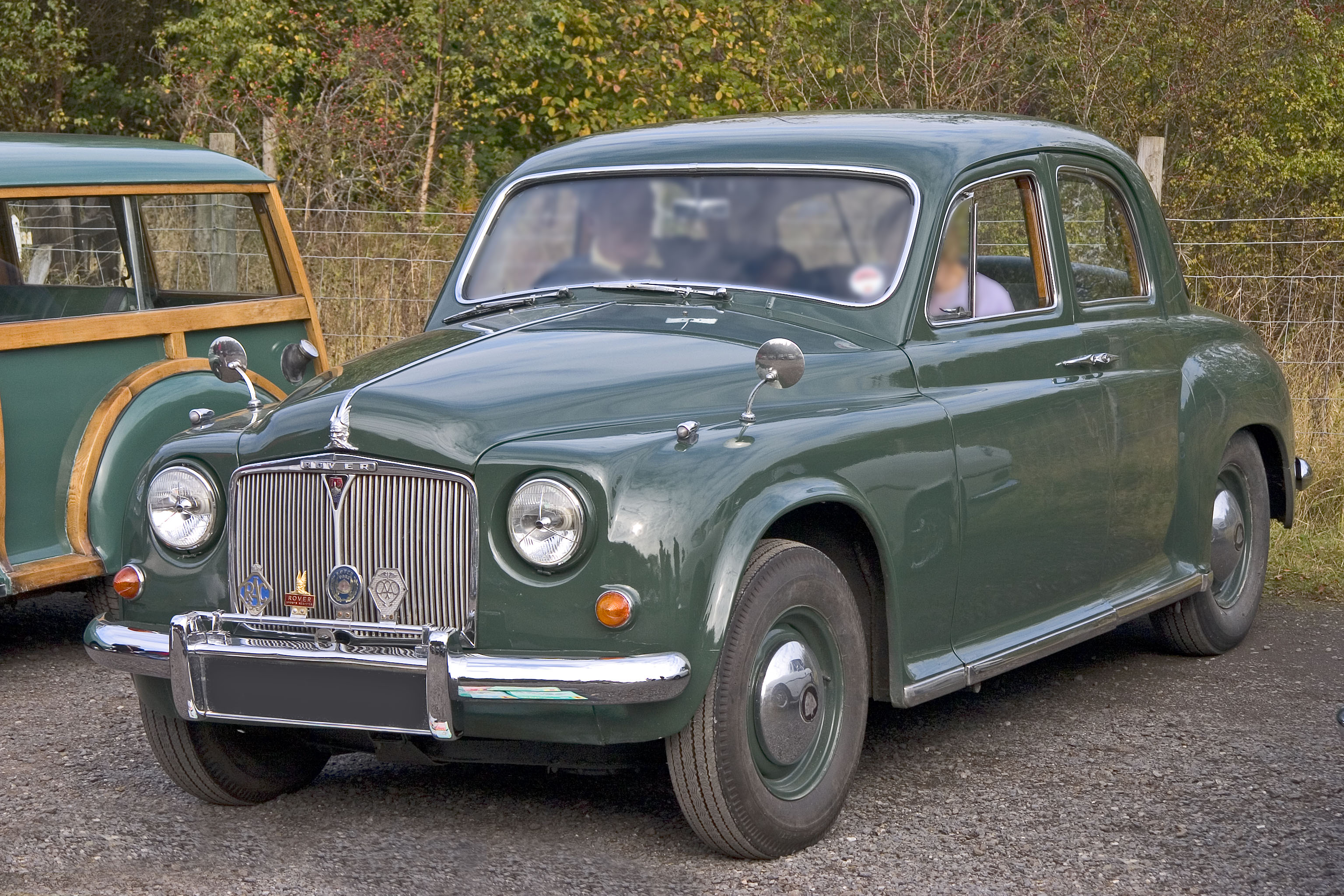
Gros coffre, grande vitre arrière et pas de trafiquants battants

Le 7 octobre 1954, David Bache a annoncé une mise à jour de la carrosserie pour l'ensemble des modèles de Rover, comprenant des changements de style significatifs :
- le coffre a été considérablement agrandi en soulevant l'arrière-train de la voiture ;
- une large lunette arrière enveloppante en trois parties a été fournie ;
- des feux indicateurs de direction orange clignotants positionnés à l'avant là où il y avait des réflecteurs et dans les groupes de feux arrière redessinés ont remplacé les feux de signalisation dans les montants de porte[6].

Simultanément, le président de Rover dévoilait l'édification d'une nouvelle installation visant à accroître de manière significative la capacité de production de Land-Rover .

### Sièges séparées
En septembre 1955, une proposition fut avancée pour offrir un style de siège avant différent, comprenant deux sièges individuels réglables séparément, moyennant des frais supplémentaires, sur les trois voitures concernées .

### Garde-boue avant révisés
La configuration de la partie avant des garde-boue, précédemment critiquée par le Times pour son allure quelque peu agressive, a été revue avec l'ajustement des positions des feux latéraux et des clignotants. Un discret réflecteur chromé placé à l'extrémité des phares permettait au conducteur de vérifier le bon fonctionnement des feux de position. De plus, l'option de l'overdrive a été introduite. Ces modifications ont été officiellement annoncées le 11 septembre 1956 .

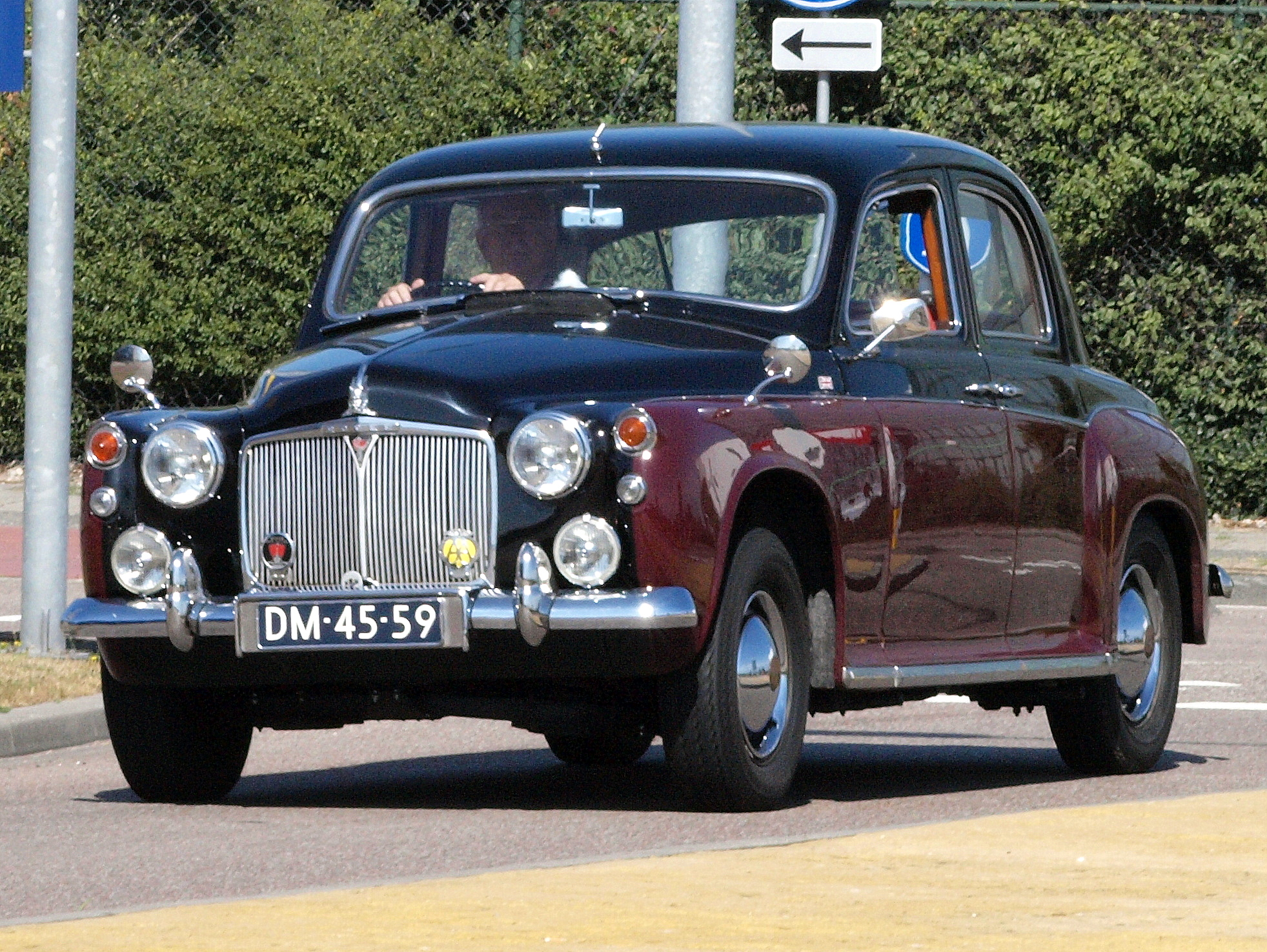
Nouveaux garde-boue avant

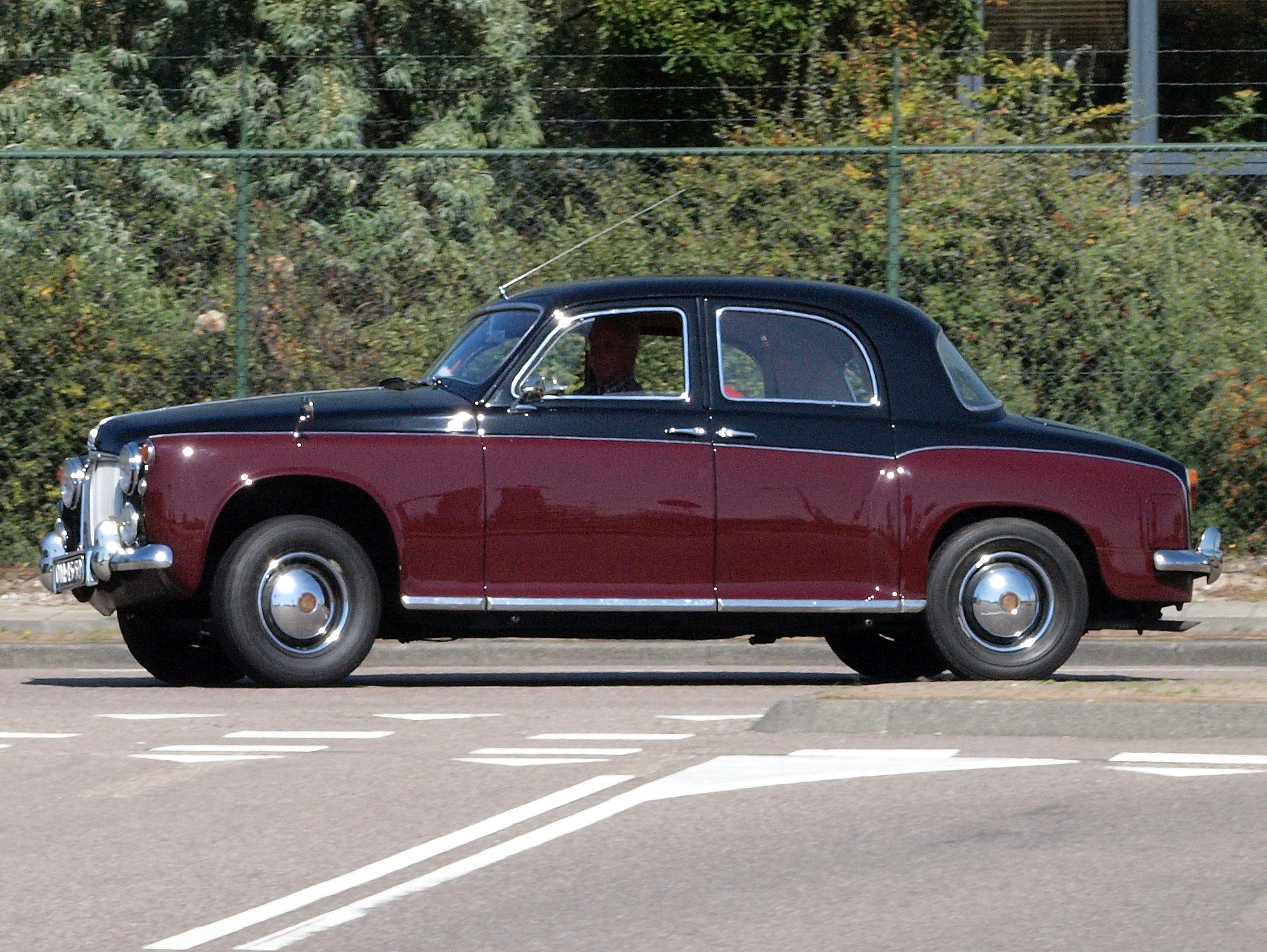
botte plus grande
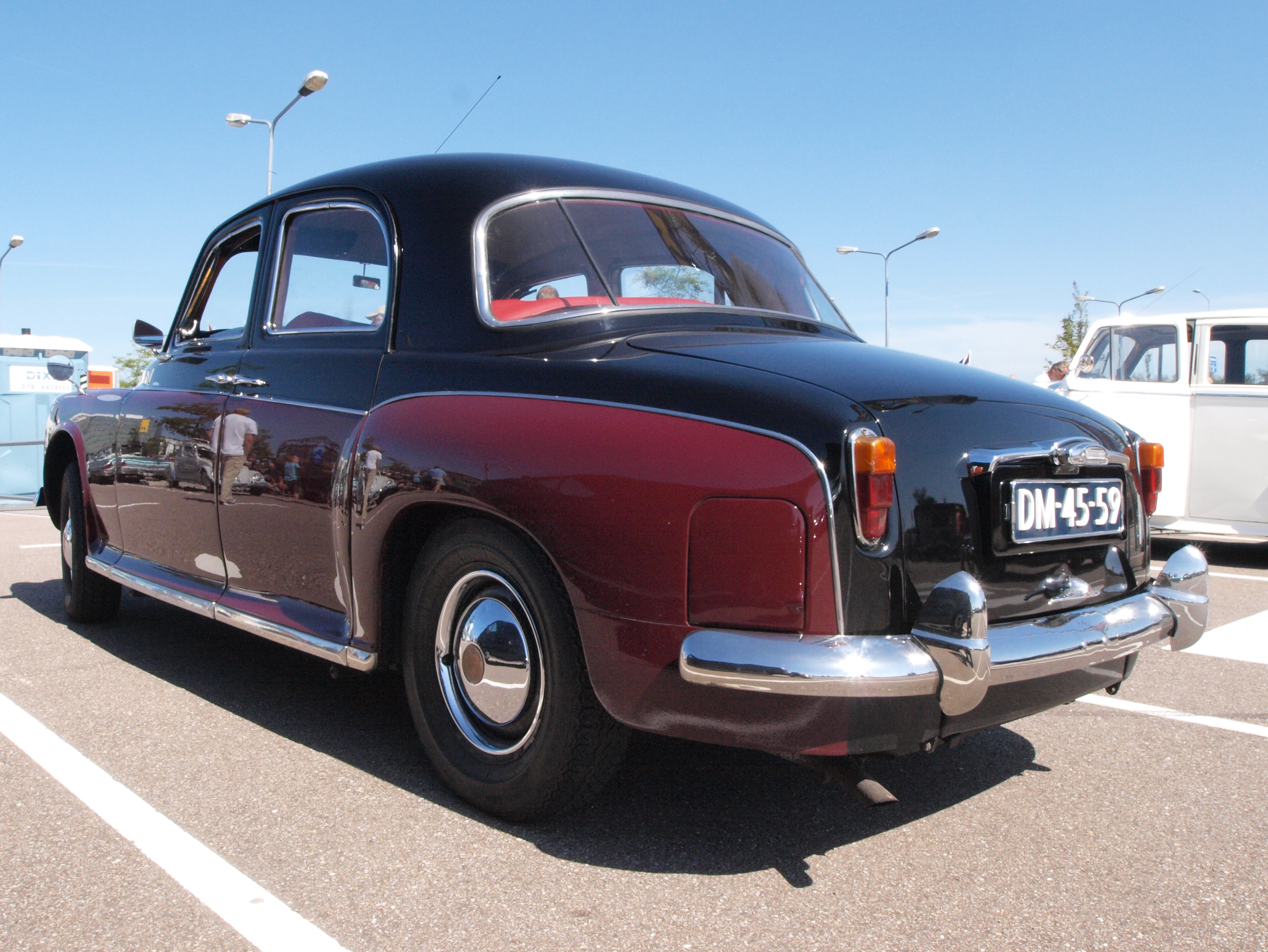
lunette arrière en trois parties

## Rover 60
La Rover 60 bénéficiait des mêmes améliorations que les modèles Rover 75 et Rover 90, apportées en octobre 1954, comprenant un coffre agrandi, une lunette arrière élargie et l'ajout d'indicateurs de direction clignotants, ces modifications ayant été annoncées lors de son lancement. À partir de septembre 1955, des sièges avant séparés et réglables indépendamment ont été proposés moyennant un supplément financier .
De façon similaire, les acquéreurs du Rover 60 se voyaient offrir la possibilité d'opter pour un aménagement distinct des sièges avant, comprenant deux sièges individuels réglables de manière indépendante, moyennant un supplément à partir de septembre 1955 .
De façon similaire, durant le mois de septembre 1956, une modification a été apportée à la configuration des garde-boue avant, incluant le déplacement des feux latéraux et des clignotants à des emplacements différents. Un réflecteur chromé de petite taille, positionné sur le bord du phare, permettait au conducteur de vérifier le bon fonctionnement des feux de position. Par ailleurs, l'overdrive est devenu disponible en tant qu'option à cette période.
Lors de leur essai du Sixty en 1954, le magazine The Motor a enregistré une vitesse de pointe de 122 km/h et accélération de 0 à 97 km/h en 26,5 secondes. Une consommation de carburant de 10,9 L/100km a été enregistré. La voiture d’essai coûtait 1 162 £, taxes comprises.

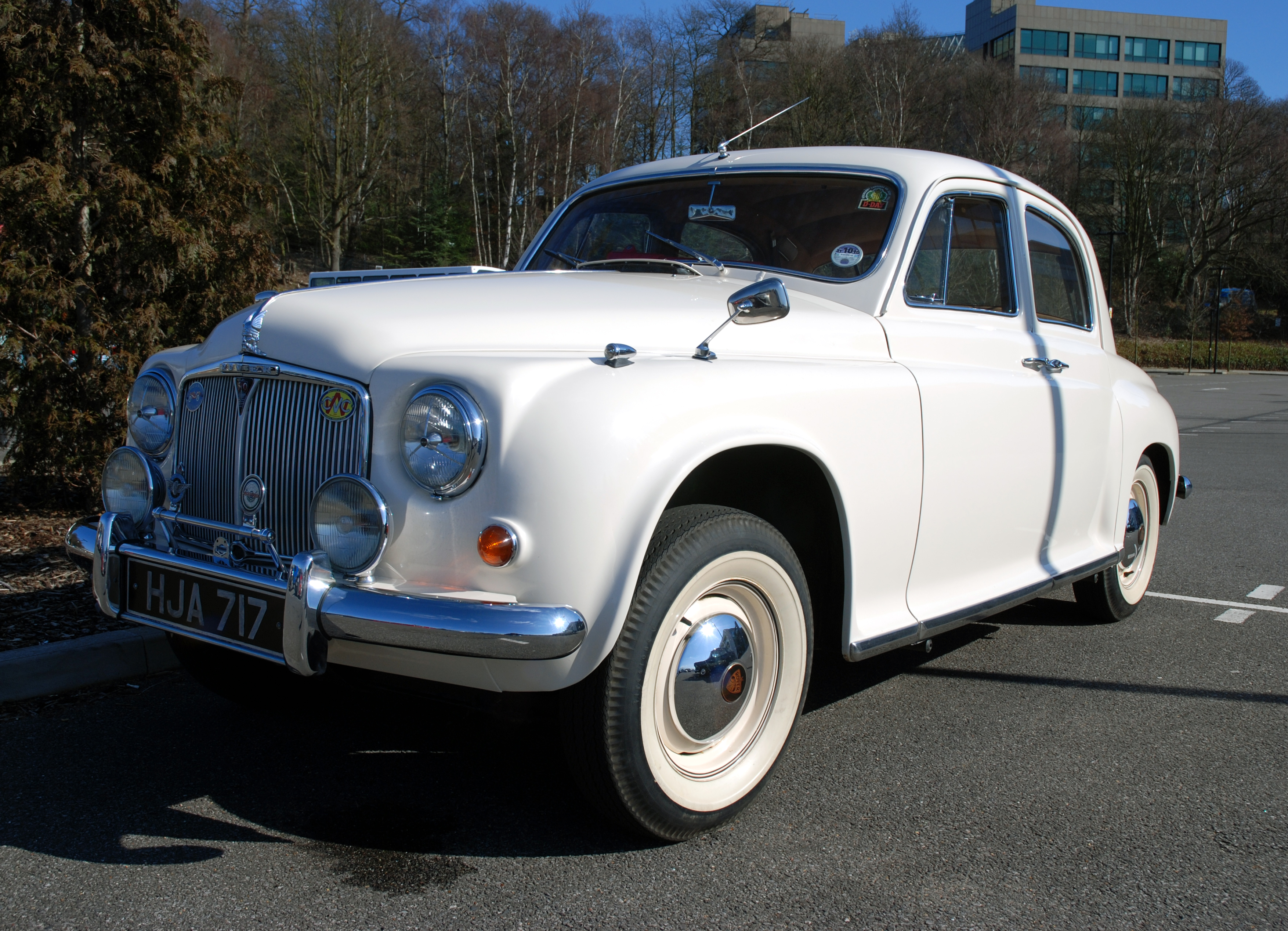
Version originale
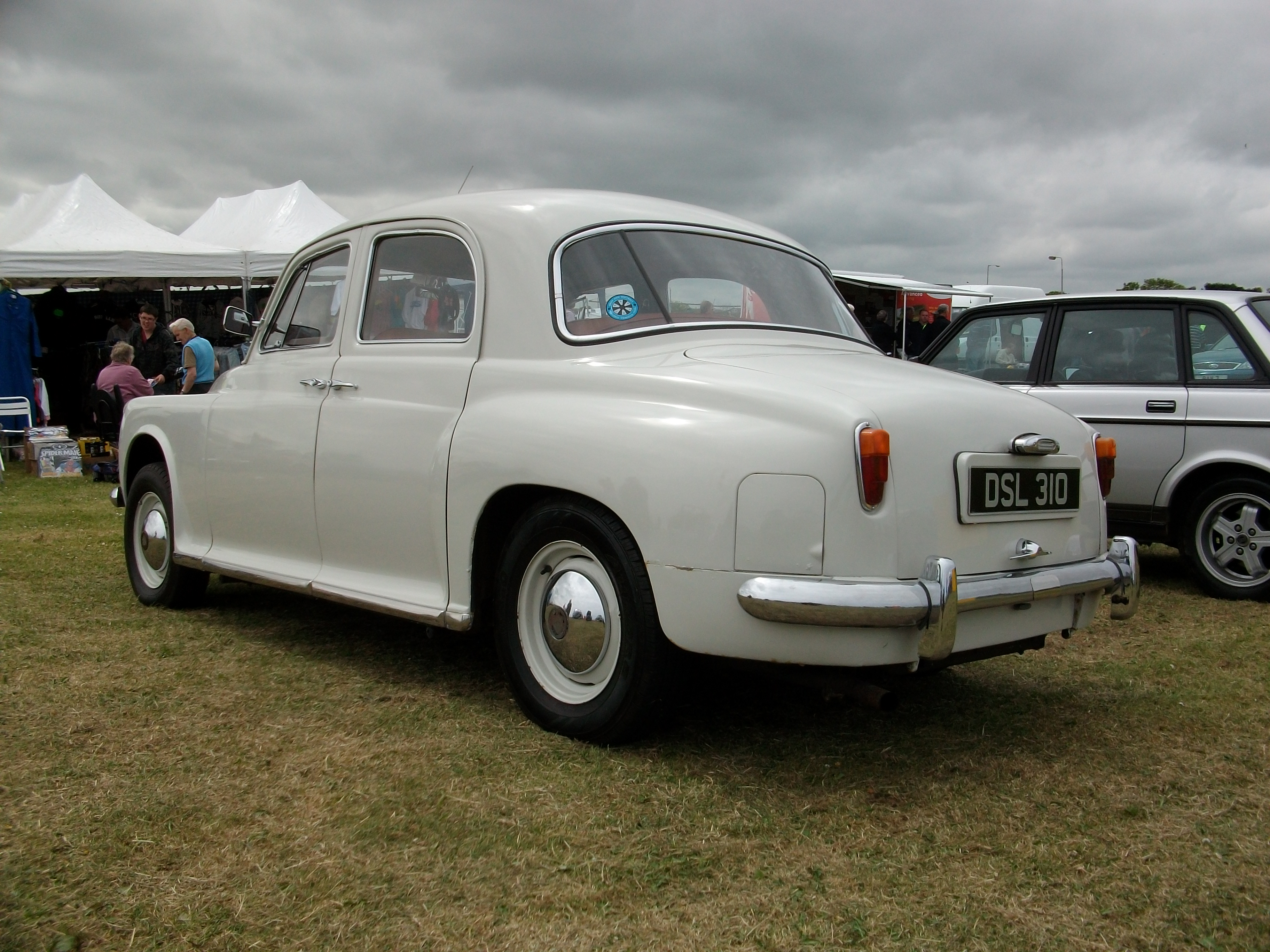
Botte plus grande
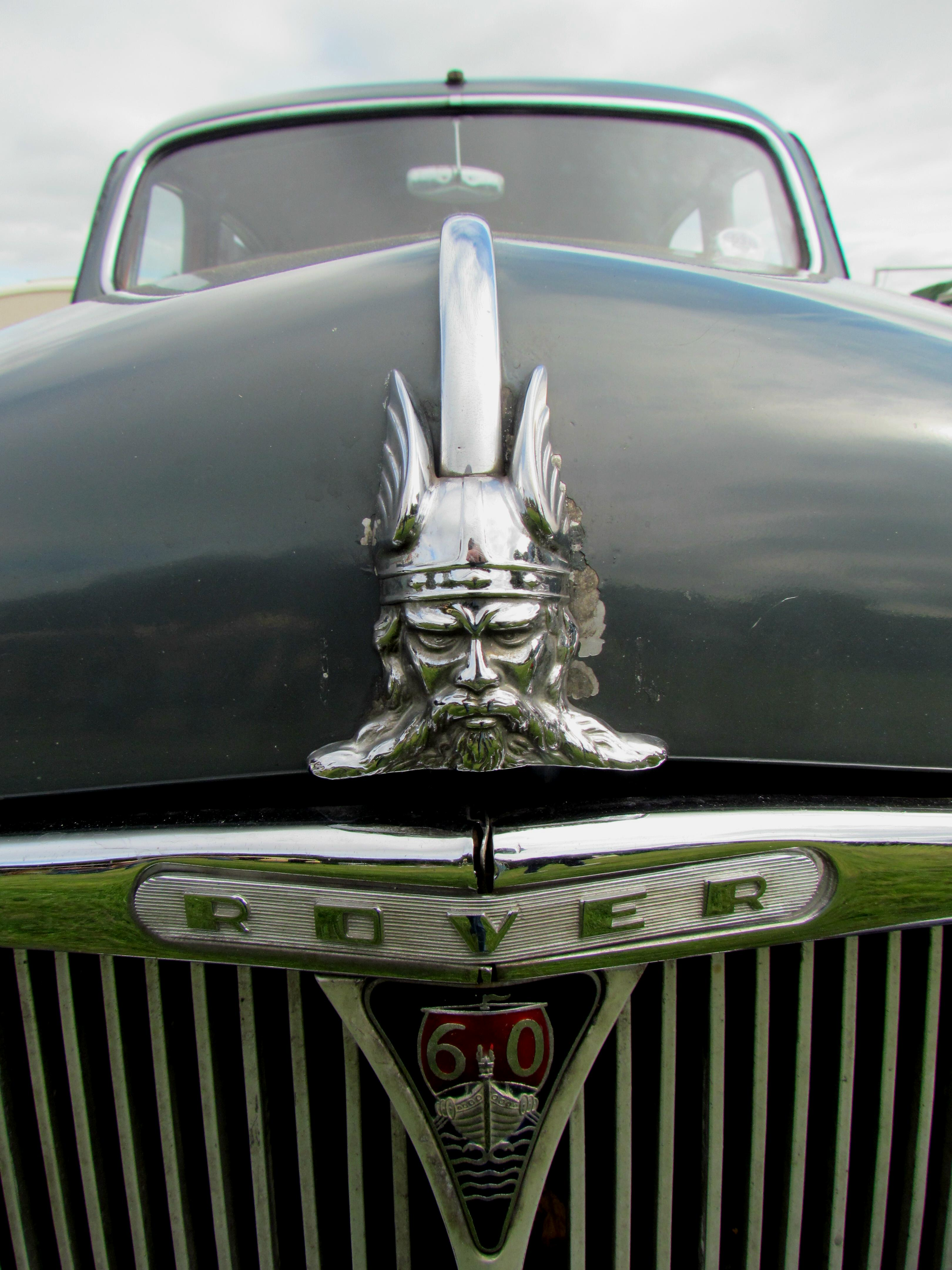
Calandre

## Rover 90
La raison énoncée par Rover était de satisfaire une variété plus étendue de conducteurs automobiles ayant des besoins divers en termes de performances et de coûts d'utilisation .
La Rover 90 bénéficiait des améliorations apportées en octobre 1954, également adoptées par les modèles Rover 60 et Rover 75. Ces améliorations comprenaient un coffre agrandi, une lunette arrière élargie et l'ajout d'indicateurs de direction clignotants. Ces modifications furent présentées lors du Mondial de l'Automobile de Paris.
En septembre 1955, le modèle 1956 a été lancé avec plusieurs améliorations notables. Il offrait la possibilité d'opter pour des sièges avant séparés réglables indépendamment, moyennant un coût supplémentaire. En parallèle, le moteur a vu son taux de compression augmenter, passant de 6,73:1 à 7,5:1, ce qui a permis d'augmenter la puissance de 3 chevaux, pour atteindre 93 chevaux. L'option de la roue libre a été abandonnée au profit de l'installation de l'overdrive électrique Laycock de Normanville. De plus, le modèle a été équipé de freins assistés plus sensibles grâce à une conception redessinée. Les renfoncements dans les piliers « B », qui servaient précédemment à dissimuler les trafiquants dans les modèles antérieurs à 1955, ont été supprimés dans cette mise à jour. Enfin, des plis ont été ajoutés aux sièges, une caractéristique qui a été maintenue sur les modèles P4 ultérieurs. En septembre 1956, des modifications furent apportées à la configuration des garde-boue avant, incluant le déplacement des feux latéraux et des clignotants vers des positions distinctes. De plus, l'ajout d'un petit réflecteur chromé sur le bord du phare permettait aux conducteurs de vérifier le bon fonctionnement des feux de position.
Lors d'un essai réalisé par le magazine The Motor, une voiture a atteint une vitesse maximale de 144 km/h et a accéléré de 0 à 97 km/h en 18,9 secondes. La consommation de carburant enregistrée était de 13,9 litres pour parcourir 100 kilomètres. Le prix de la voiture d'essai s'élevait à 1 297 £, taxes comprises.
Dans une critique de conduite de la Ninety parue dans le magazine MotorSport en septembre 1956, le moteur était louangé pour son fonctionnement quasiment silencieux au ralenti. Cependant, la direction était décrite comme étant à la fois spongieuse et lourde, tandis que le véhicule montrait un roulis considérable lors des virages. Malgré cela, la suspension ferme était soulignée pour induire un roulis appréciable, accompagné de secousses et de saccades perceptibles au niveau de la colonne vertébrale et du corps.

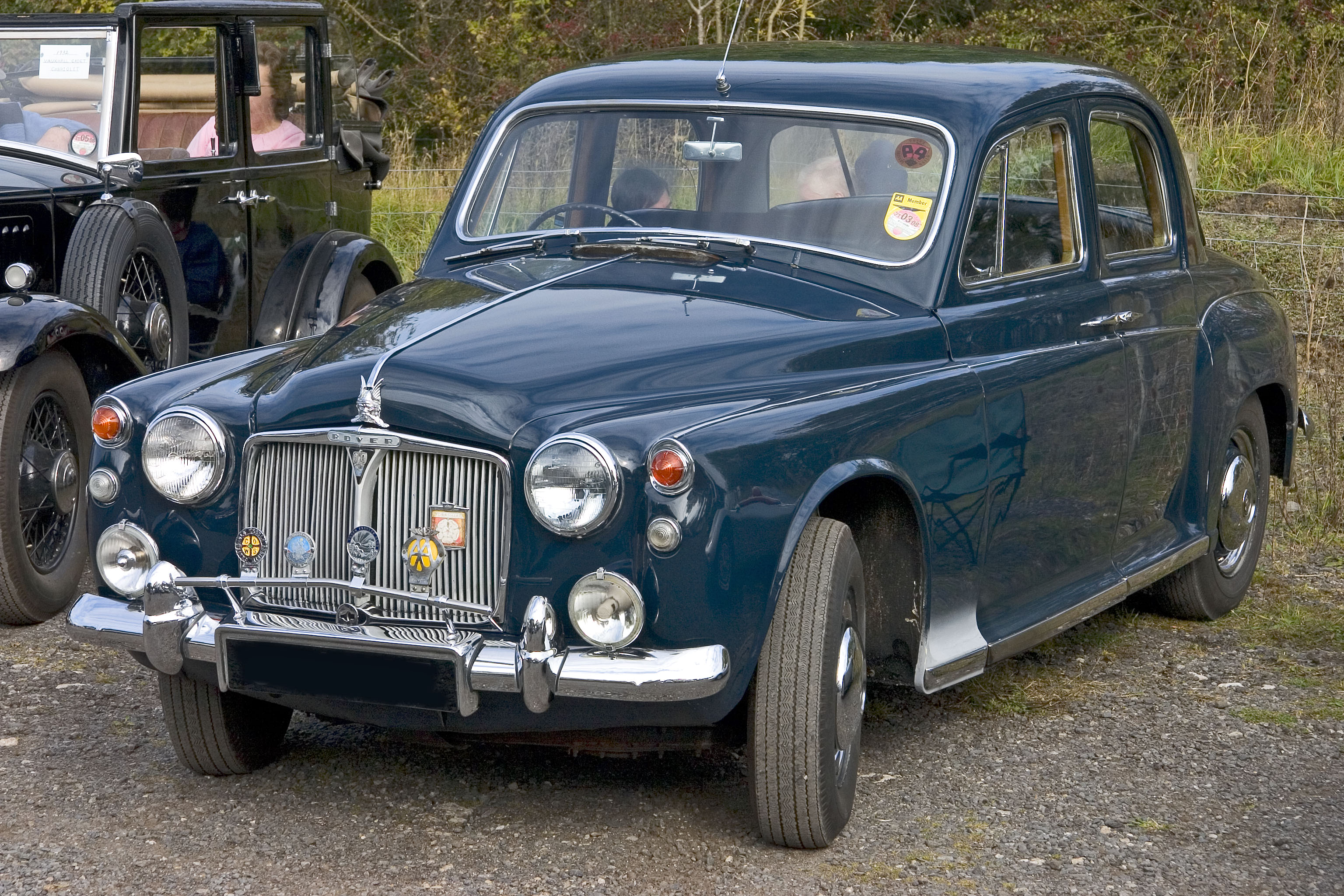
Rover 80
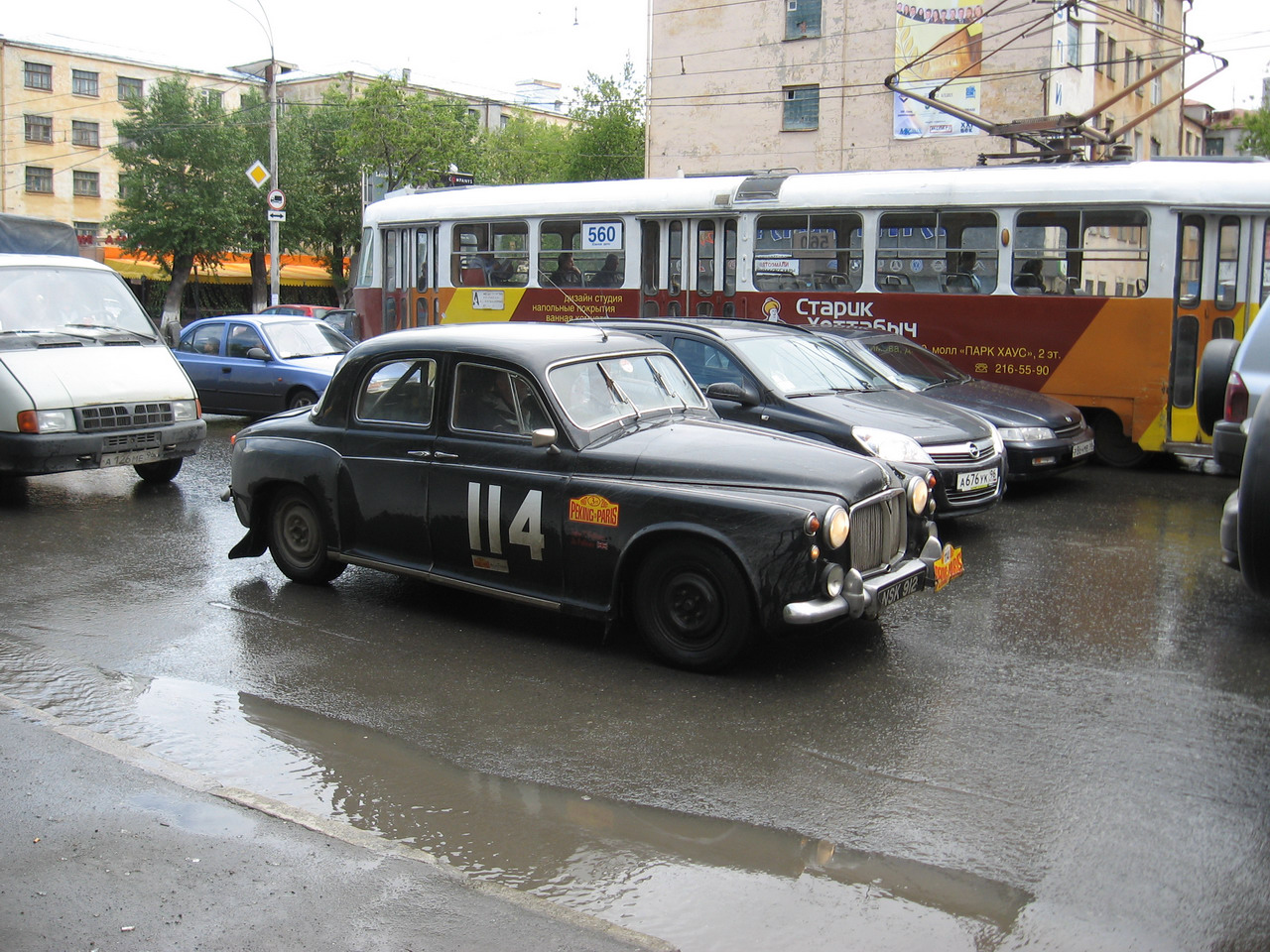
Rover 80 à la course Pékin-Paris 2007

## Rover 105R, 105S et 105
Le magazine The Motor a testé une 105R de luxe en 1957 et a constaté qu'elle avait une vitesse de pointe de 151 km/h et une accélération de 0 à 97 km/h de 23,1 secondes. Une consommation de carburant de 12,0 L/100 km a été enregistré. La voiture d’essai coûtait 1 696 £, taxes comprises de 566 £.
Lorsque la Rover 100 fut annoncé en octobre 1959, elle fut décrit comme la remplacement de la Rover 90 et de la Rover 105.

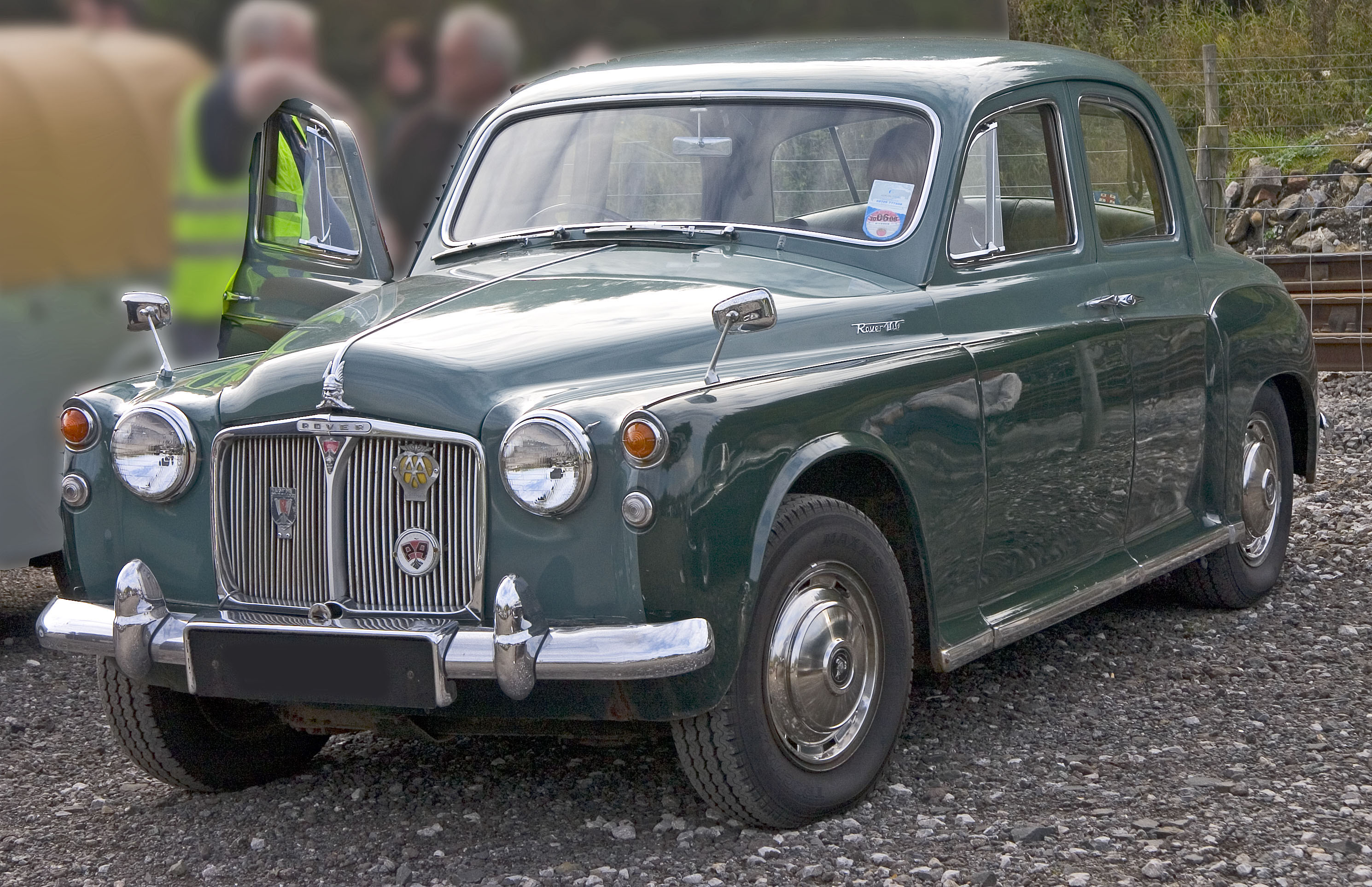
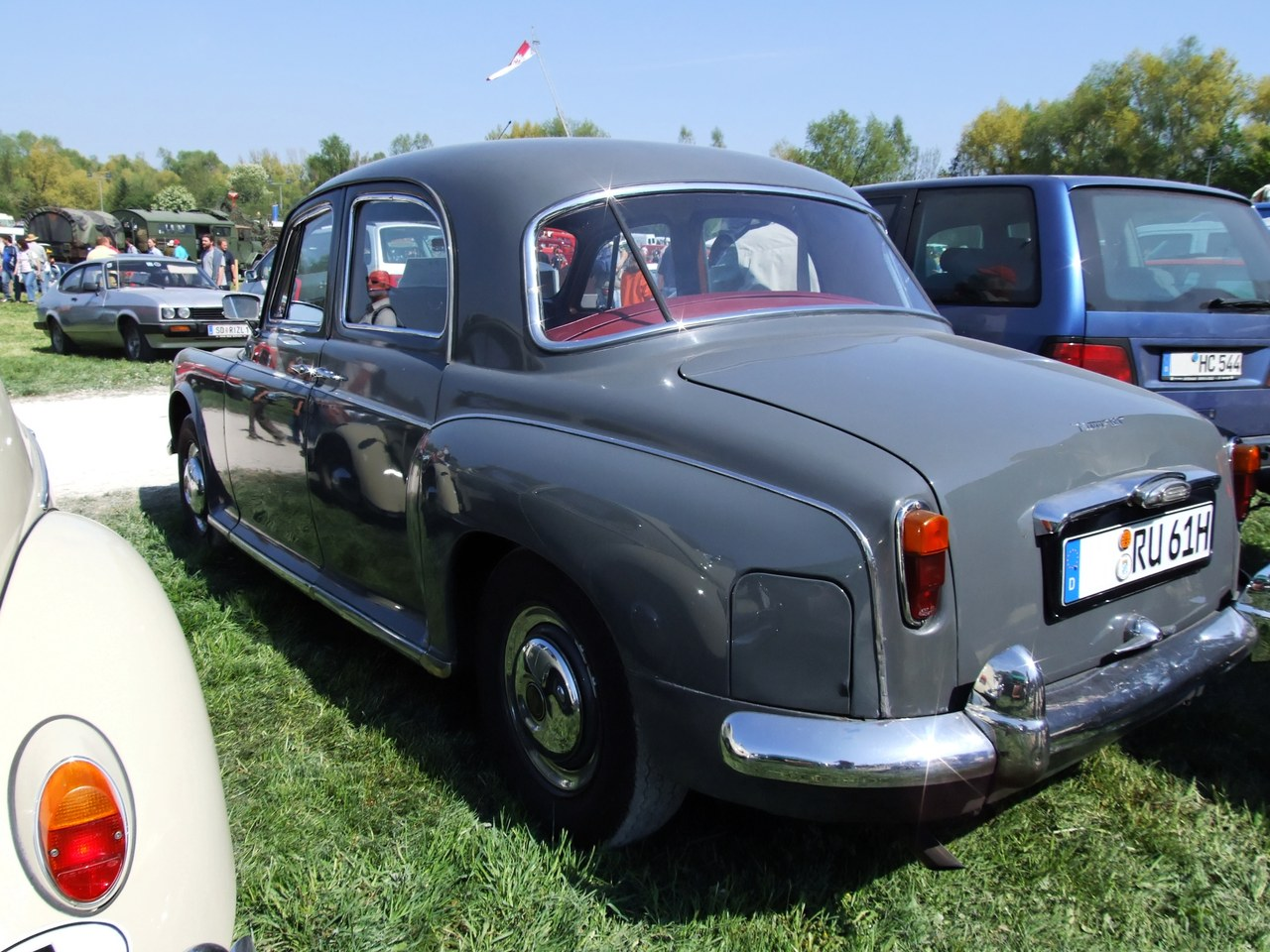

## Rover 80
Le magazine Motor a testé un 80 en 1961 et a enregistré une vitesse de pointe de 133 km/h et une accélération de 0 à 97 km/h de 22,4 secondes. Une consommation de carburant de    a été trouvé. La voiture d’essai coûtait 1 396 £, taxes comprises de 411 £.

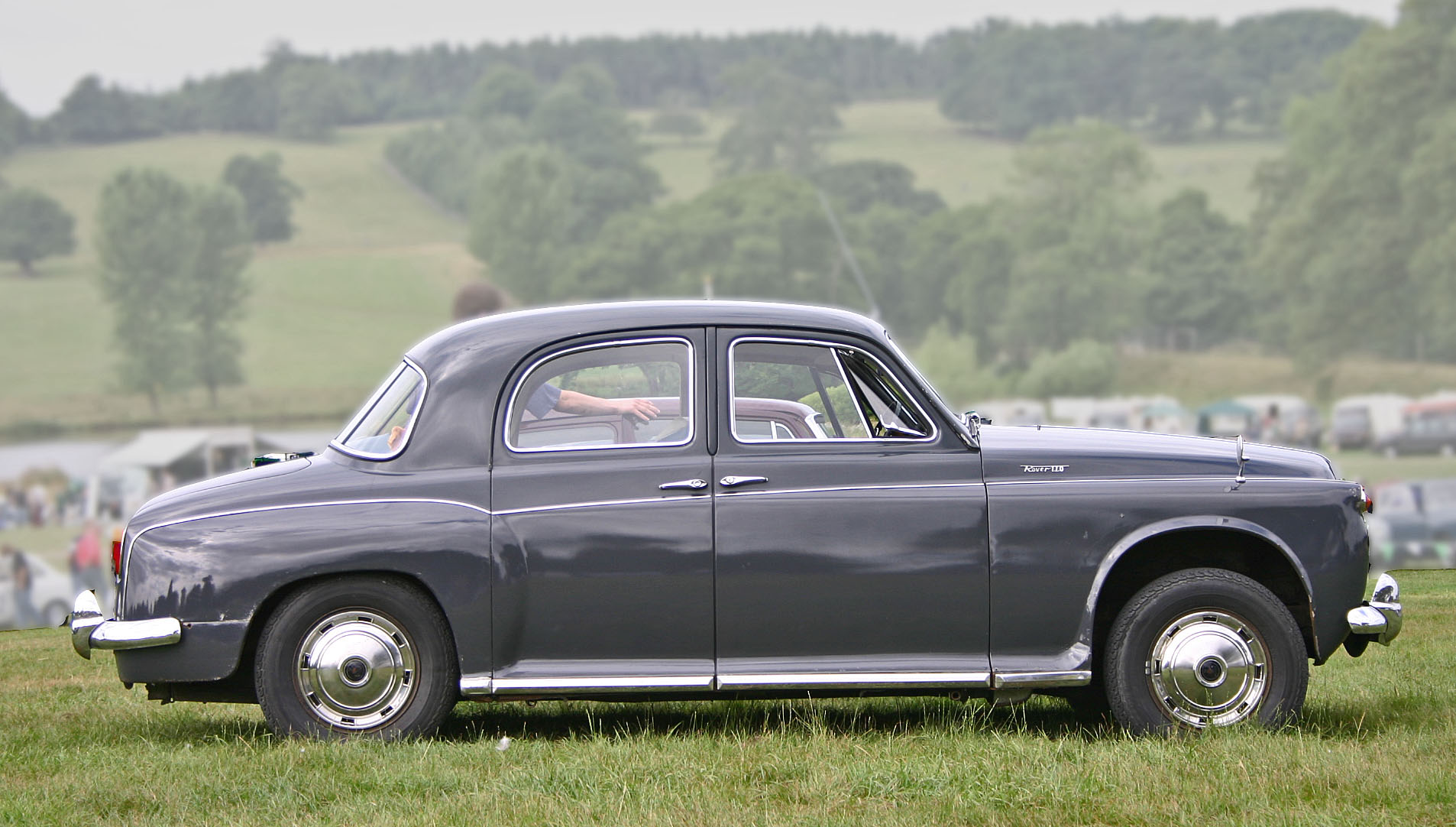
110 de profil
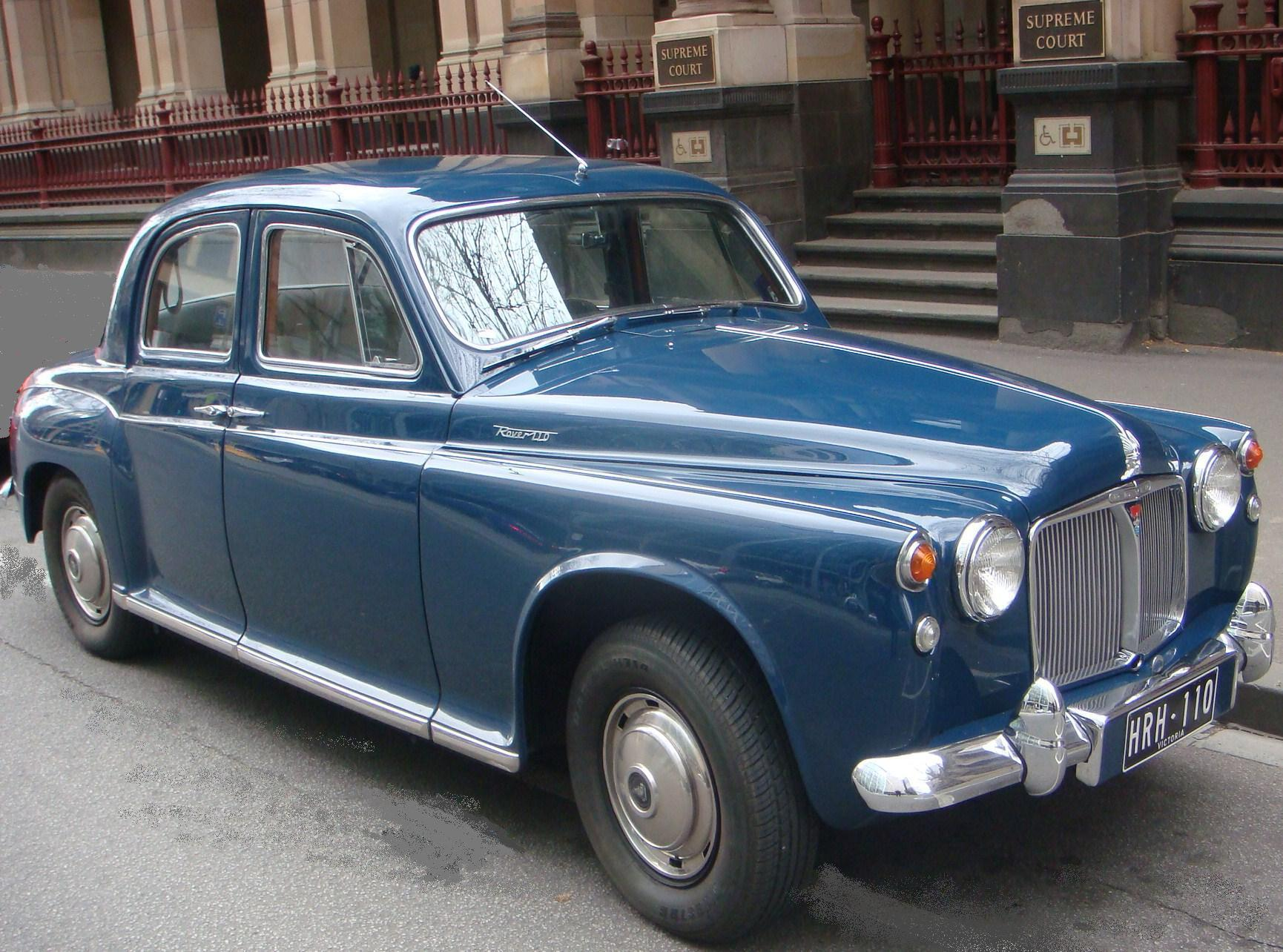
110
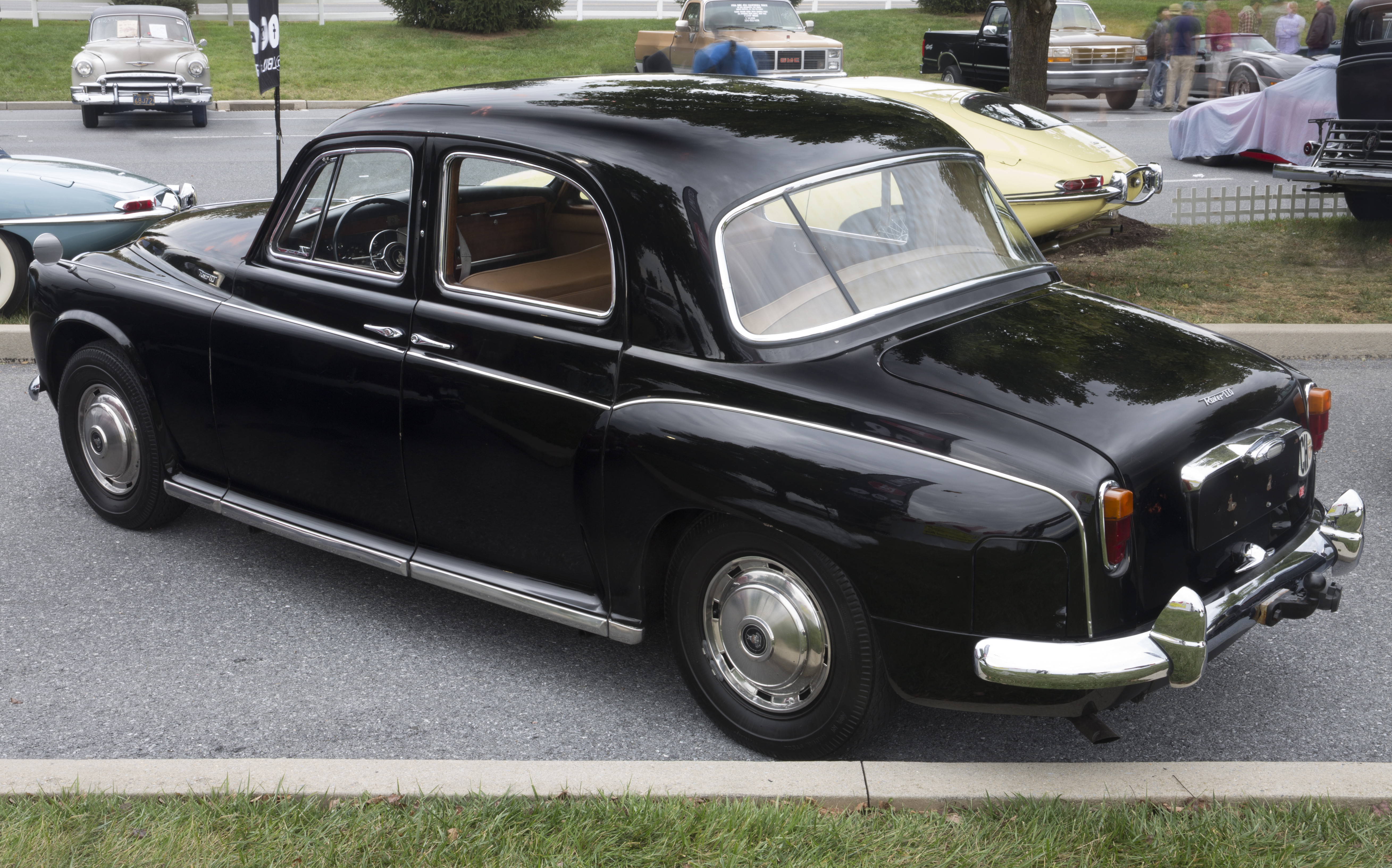
Vue arrière du LHD 110 (1963)
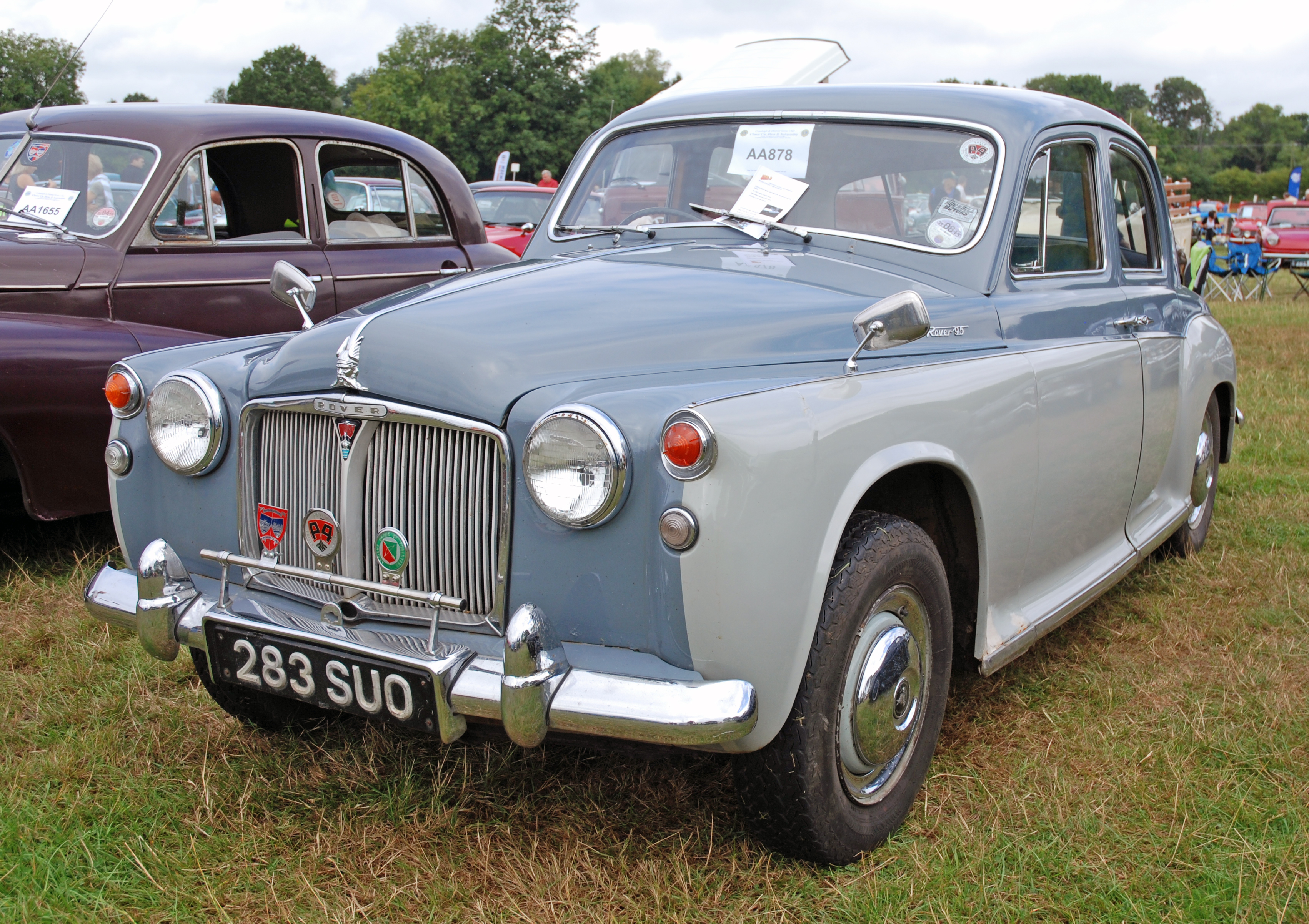
95, enregistré en février 1964

## Rover 100
Les Rover 90 et Rover 105 furent remplacées par la 100, plus puissante, annoncée le 21 octobre 1959. Son nouveau 7 roulements mais similaire 2,6 litres Le moteur IOE Straight-6 était une version à course courte de l'unité P5 3 litres.
L'intérieur de ce véhicule a été décrit comme somptueux, orné de touches de bois et de cuir qui évoquent les éléments traditionnels des voitures anglaises. Les clients pouvaient choisir entre une banquette avant ou des sièges individuels à l'avant. Un radiateur faisait partie de l'équipement standard, tout comme l'overdrive, disponible uniquement sur le rapport supérieur. En ce qui concerne les performances, la voiture était dotée de freins à disque Girling assistés à l'avant, tandis que des freins à tambour étaient conservés à l'arrière, suivant ainsi la configuration de sa version plus petite, la 80.

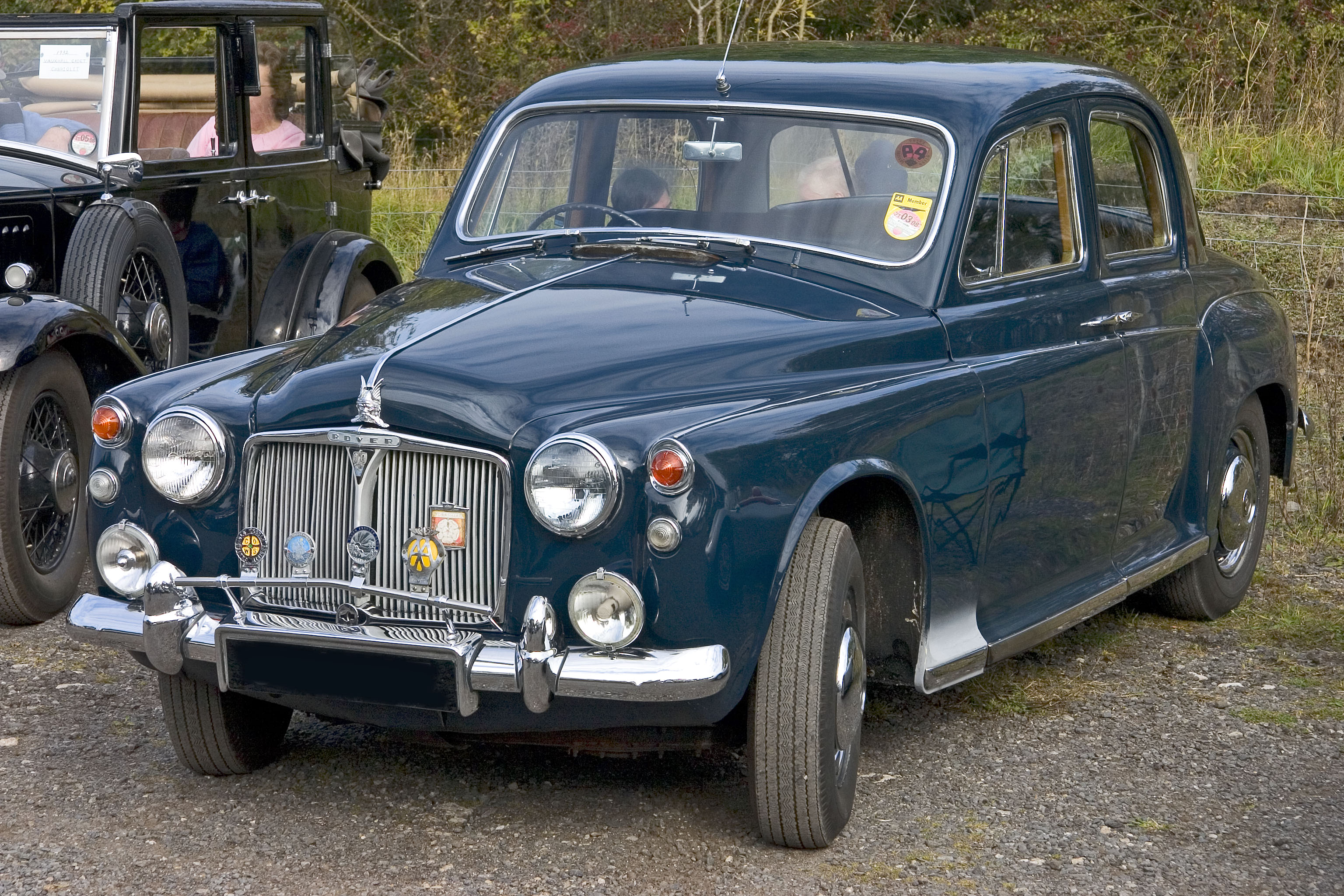
Rôdeur 80
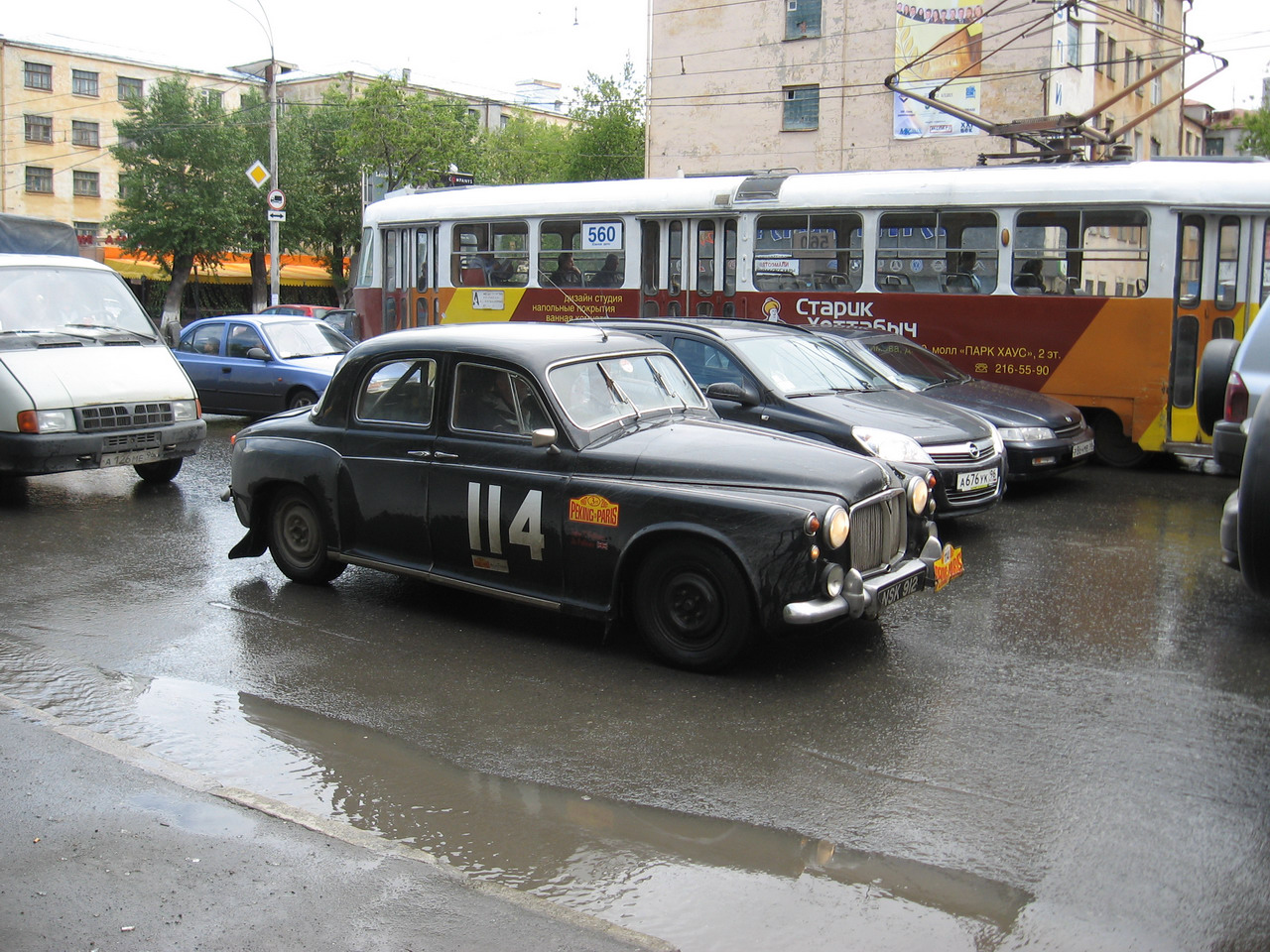
Rover 80 à la coursePékin-Paris2007

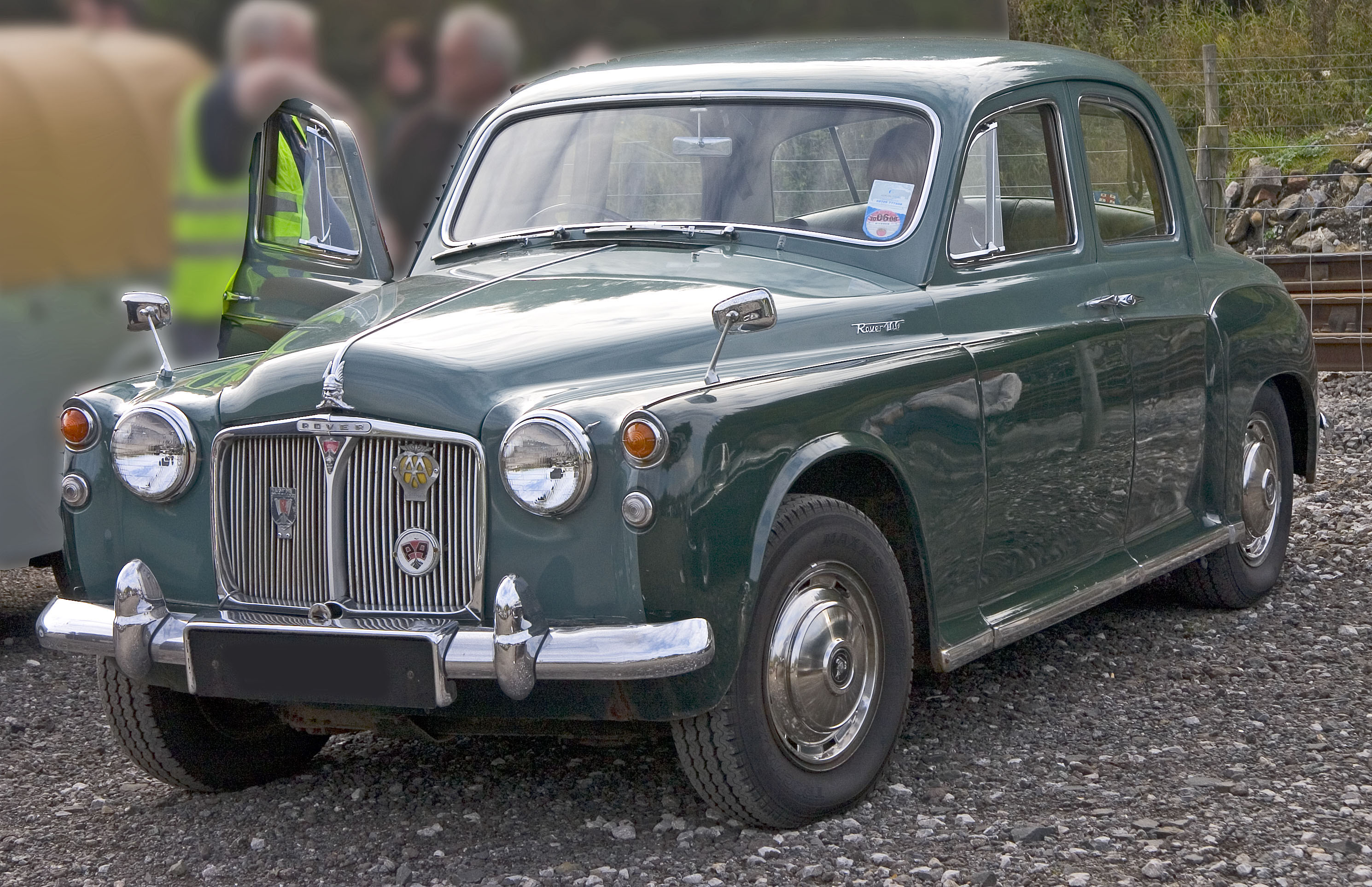
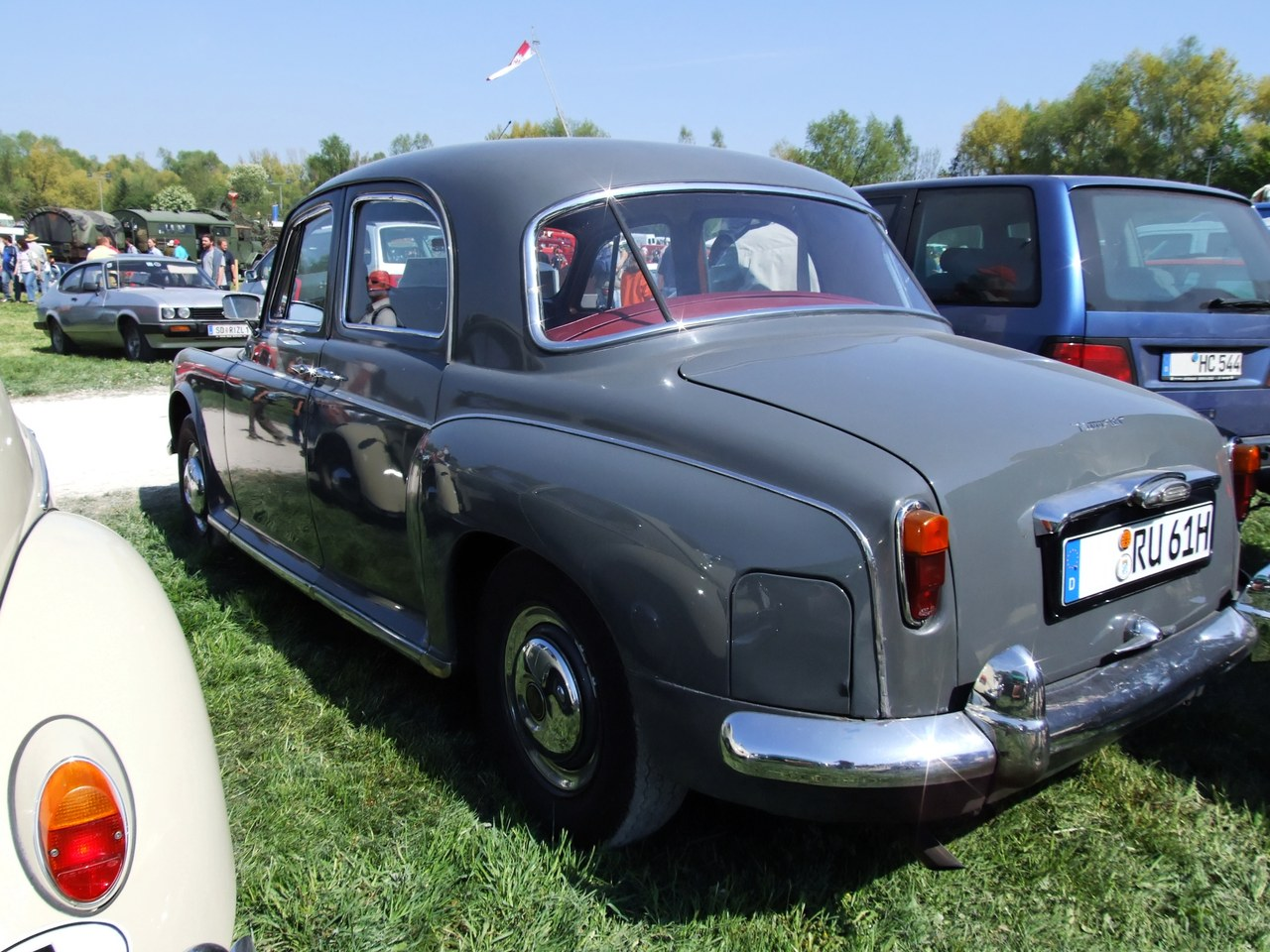

## Rover 95 et Rover 110

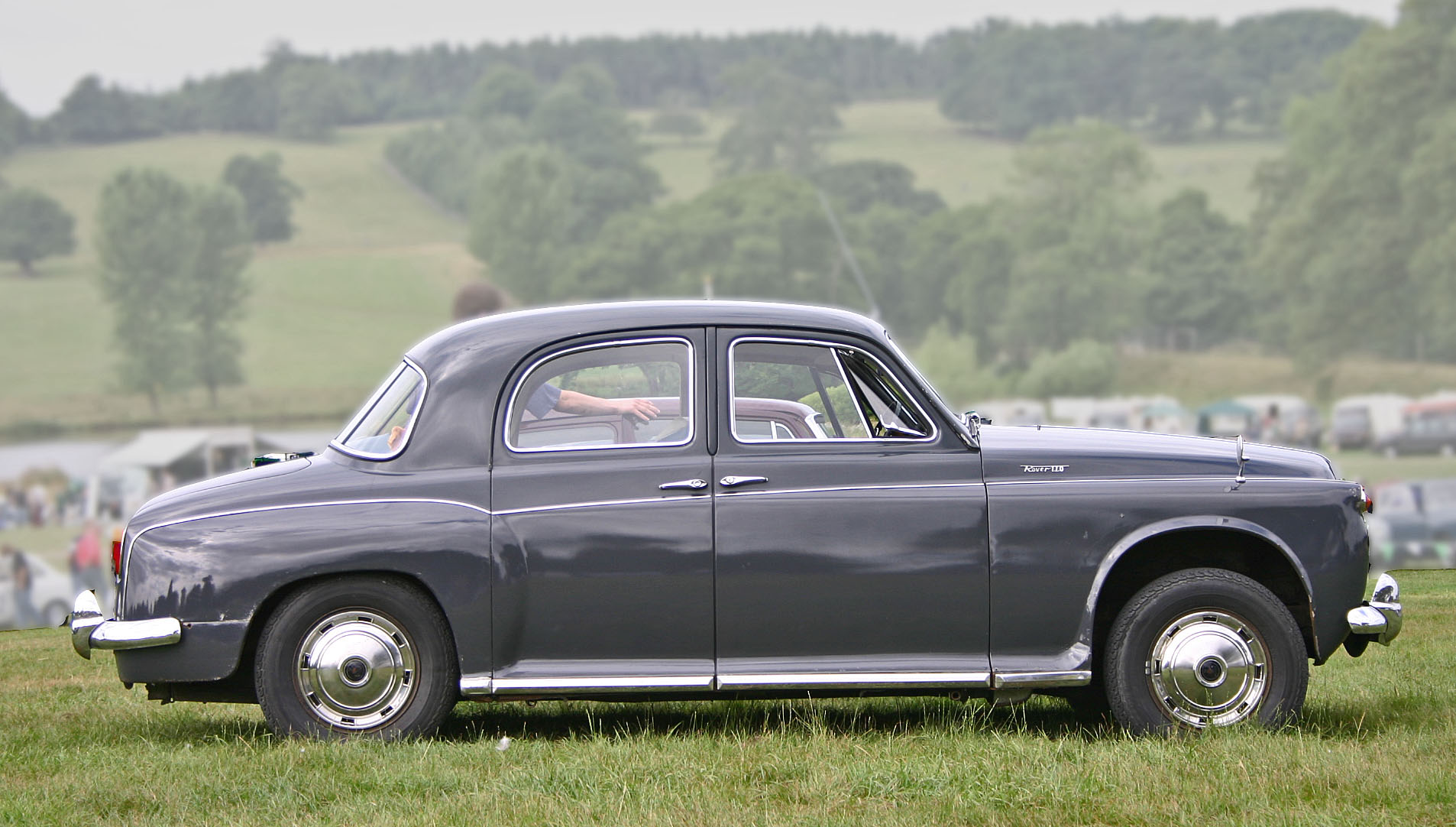
110 de profil
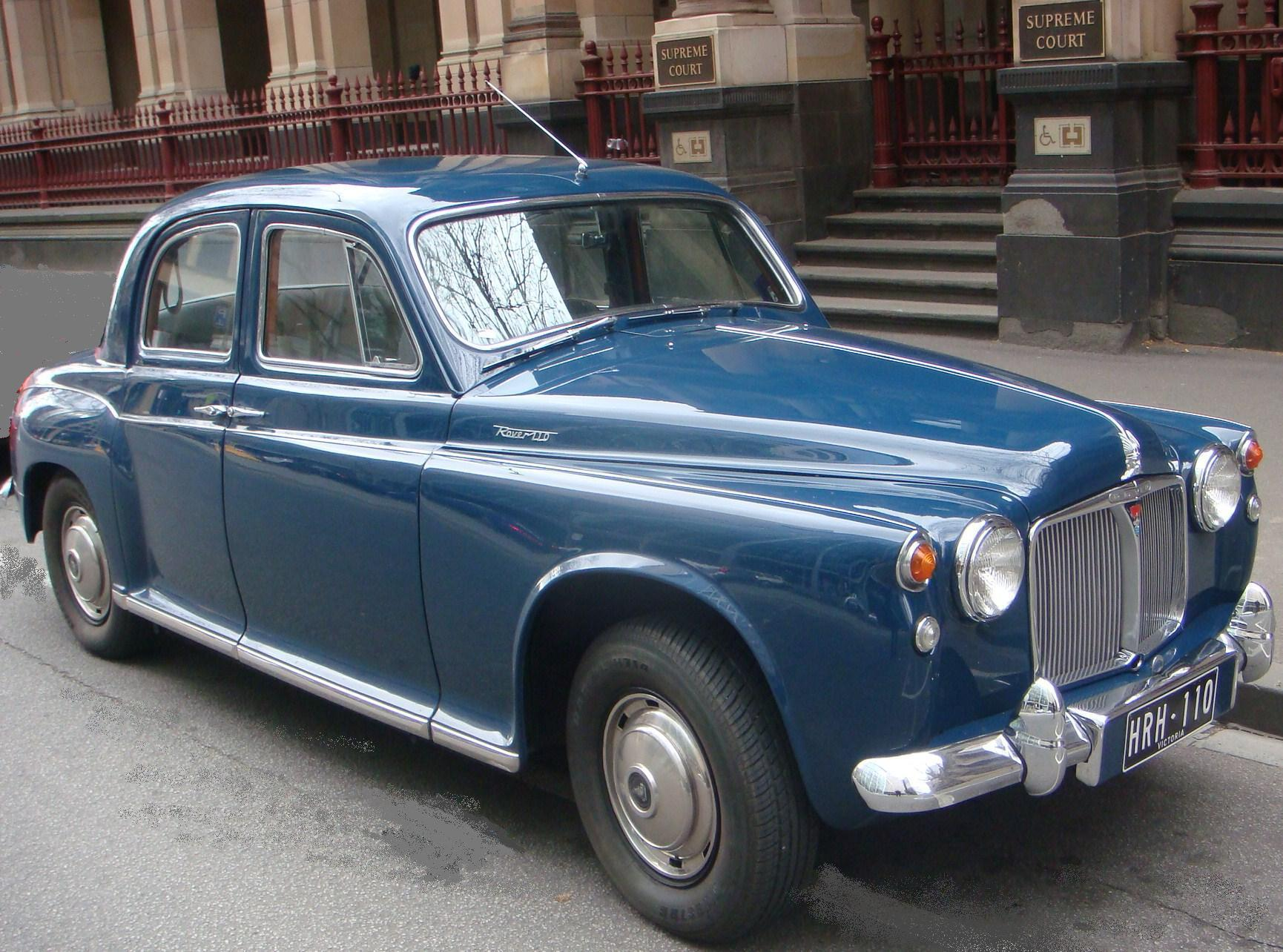
110
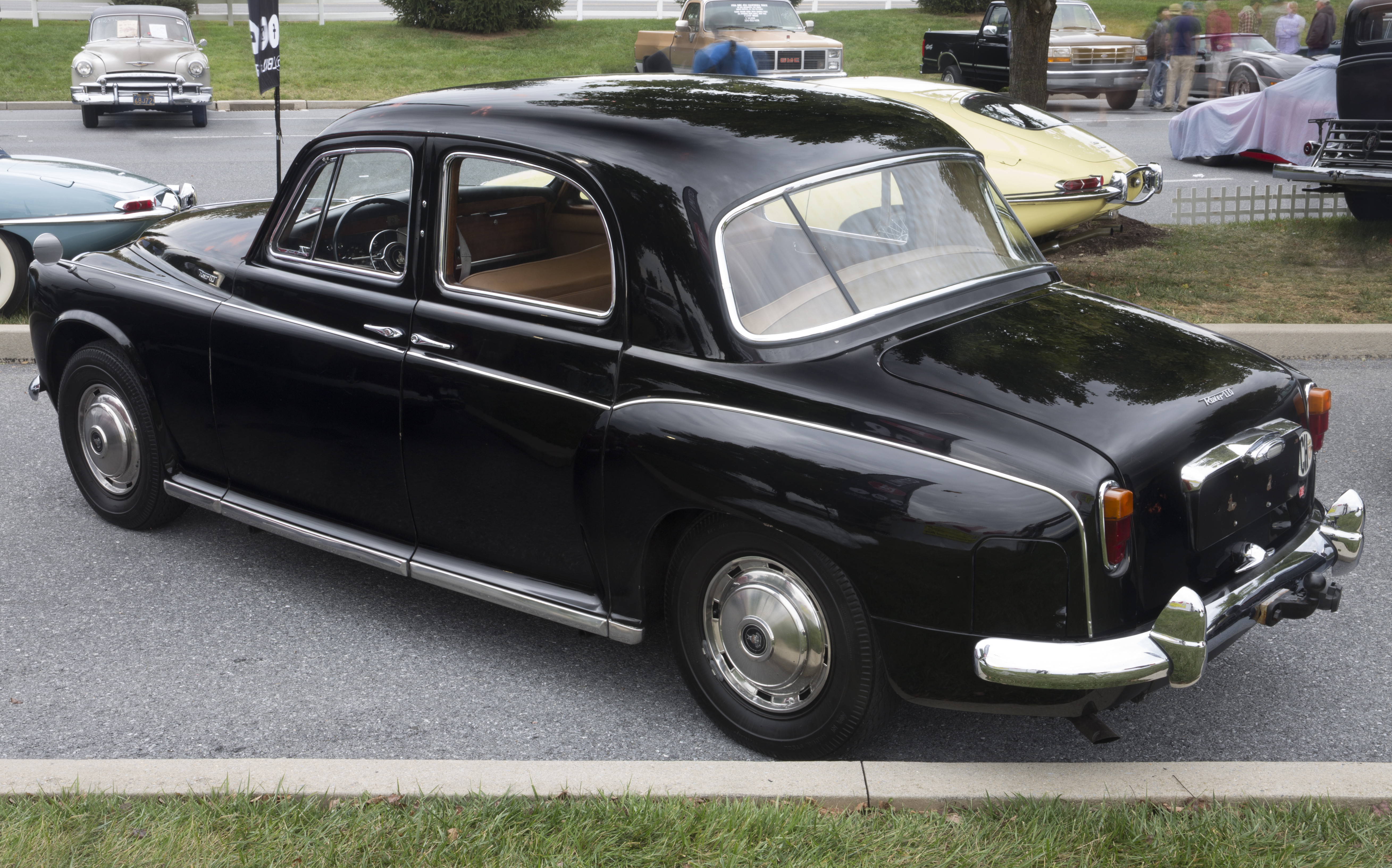
Vue arrière du LHD 110 (1963)
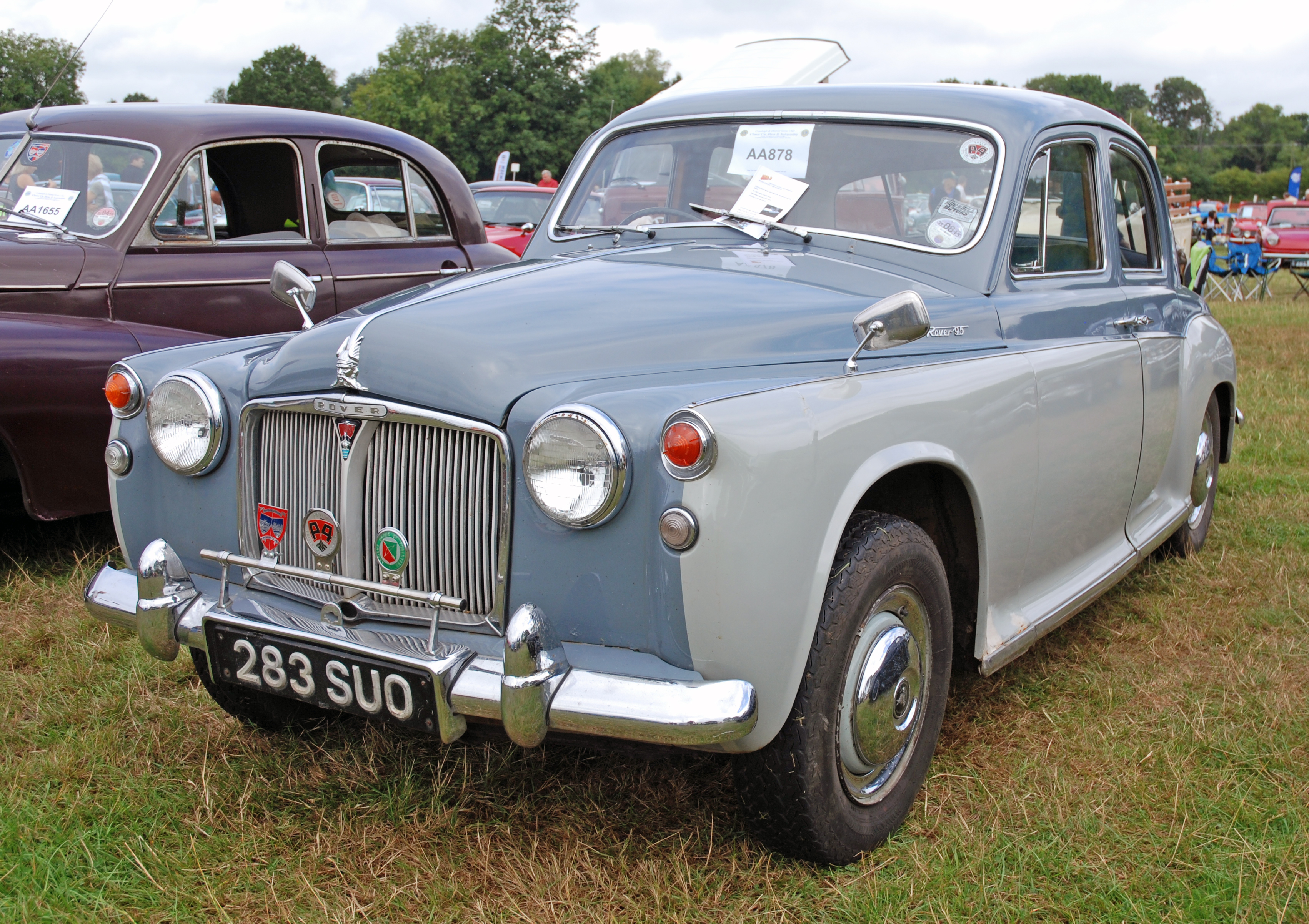
95, enregistré en février 1964

Deux autres prototypes, issus du modèle P4, furent équipés d'une propulsion à turbine à gaz. Le premier, nommé T2, se caractérisait par sa configuration à quatre portes et par le placement de la turbine à gaz sous le capot à l'avant du véhicule. Cependant, des problèmes rencontrés avec le T2 ont incité Rover à revoir sa conception en abandonnant le concept de moteur à l'avant. Ainsi, la voiture fut reconstruite sous le nom de T2A, avec la turbine désormais positionnée sur les roues arrière.